# Liste europäischer Western
In der Liste europäischer Western werden im Kino gezeigte Western aufgeführt, deren Produktion hauptsächlich als europäisch anzusehen ist. Filme, die nach dem 19. Jahrhundert spielen, werden nur in gesonderten Fällen geführt.
Zu den europäischen Western gehören neben Karl-May-Filmen insbesondere Italowestern und osteuropäische (meist ostdeutsche) Produktionen, die in Abgrenzung zu den Filmen der westlichen Nationen als Indianerfilme bezeichnet werden.
Die oftmals schwer aufzufindenden und nachzuweisenden rein türkischen Filme werden gesondert aufgeführt.
Benutzte Pseudonyme wurden, soweit bekannt, den Realnamen zugeordnet.

## Stummfilme
| Jahr | Originaltitel                        | Deutscher Titel              | Regisseur           | Hauptdarsteller                     | Land  |
| ---- | ------------------------------------ | ---------------------------- | ------------------- | ----------------------------------- | ----- |
| 1899 | Kidnapping by Indians                |                              |                     |                                     | GB    |
| 1906 | The Squatter’s Daughter              |                              | Lewin Fitzhamon     |                                     | GB    |
| 1911 | Calino veut être cow-boy             |                              | Jean Durand         |                                     | F     |
| 1911 | Cent dollars mort ou vif             |                              | Jean Durand         |                                     | F     |
| 1911 | Pendaison à Jefferson City           |                              | Jean Durand         |                                     | F     |
| 1911 | La Prairie en feu                    |                              | Jean Durand         | Joe Hamman, Berthe Dagmar           | F     |
| 1912 | Cœur ardent                          |                              | Jean Durand         |                                     | F     |
| 1912 | Le Railway de la mort                |                              | Jean Durand         |                                     | F     |
| 1912 | Le Révolver matrimonial              |                              | Jean Durand         |                                     | F     |
| 1913 | Face au taureau                      |                              |                     |                                     | F     |
| 1913 | Onésime sur le sentier de guerre     |                              | Jean Durand         |                                     | F     |
| 1913 | The Scapegrace                       |                              | Edwin J. Collins    |                                     | GB    |
| 1913 | Sulla via dell’oro                   | Peter                        | Baldassarre Negroni |                                     | I     |
| 1914 | Nel paese dell’oro                   |                              |                     |                                     | I     |
| 1916 | Manden uden Fremtid                  | Prinz im Exil                | Holger-Madsen       |                                     | DK    |
| 1919 | Bull Arizona, der Wüstenadler        |                              | Phil Jutzi          | Hermann Basler, Sepha Berny         | D     |
| 1919 | Das Heldenmädchen der Prärie         |                              | Adolf Engl          | Hermann Basler, Sepha Berny         | D     |
| 1919 | Jack, Sam and Pete                   |                              | Percy Moran         | Percy Moran, Eddie Willey           | GB    |
| 1919 | Die Rache im Goldtal                 |                              | Alfred Paster       |                                     | D     |
| 1919 | Der rote Reiter                      |                              | Fred Stranz         |                                     | D     |
| 1919 | Der schwarze Jack                    |                              | Fred Stranz         |                                     | D     |
| 1919 | Der Todescowboy                      |                              | Fred Stranz         |                                     | D     |
| 1920 | Bloody Fox, der weiße Häuptling      |                              | Joe Stöckel         |                                     | D     |
| 1920 | Der Cowboy-Milliardär                |                              | Joe Stöckel         |                                     | D     |
| 1920 | Die Eisenbahnräuber                  |                              | Fred Stranz         |                                     | D     |
| 1920 | Die Geier der Goldgruben             |                              | Otto Lins-Morstadt  |                                     | D     |
| 1920 | Der Kampf um den Goldfund            |                              | Alfred Paster       |                                     | D     |
| 1920 | Lederstrumpf                         |                              | Arthur Wellin       | Emil Mamelok, Bela Lugosi           | A     |
| 1920 | The Night Riders                     |                              | Alexander Butler    | Albert Ray, Maudie Dunham           | GB    |
| 1920 | Die Rache des Mexikaners             |                              | Joe Stöckel         |                                     | D     |
| 1920 | Der Skelettreiter von Colorado       |                              | Joe Stöckel         |                                     | D     |
| 1920 | Die Todesfahrt des weißen Häuptlings |                              | Joe Stöckel         |                                     | D     |
| 1921 | Lilian                               |                              | Juan Pallejá        | Inocencia Alcubierre, José Rogés    | E     |
| 1921 | Das Medium des Cowboy                |                              | Joe Stöckel         |                                     | D     |
| 1924 | Hurricane Hutch in Many Adventures   | Hutsch und die Erbschleicher | Charles Hutchison   | Charles Hutchison, Warwick Ward     | GB    |
| 1926 | Po sakonu                            | Nach dem Gesetz              | Lew Kuleschow       | Wladimir Vogel, Alexandra Chochlowa | UdSSR |
| 1928 | Adventurous Youth                    |                              | Edward Godal        | Derrick De Marney, Renee Clama      | GB    |
| 1929 | Rache für Eddy                       |                              | Otz Tollen          | Eddie Polo, Ernst Morgan            | D     |

## Tonfilme vor 1960
| Jahr | Originaltitel                  | Deutscher Titel       | Regisseur                    | Hauptdarsteller                     | Land |
| ---- | ------------------------------ | --------------------- | ---------------------------- | ----------------------------------- | ---- |
| 1930 | El hombre malo                 |                       | Roberto E. Guzmán            | Antonio Moreno, Delia Magaña        | E    |
| 1932 | La Terreur de la pampa         |                       | Maurice Cammage              | Fernandel, Joë Alex                 | F    |
| 1936 | Der Kaiser von Kalifornien     | ~                     | Luis Trenker                 | Luis Trenker, Viktoria von Ballasko | D    |
| 1939 | The Frozen Limits              |                       | Marcel Varnel                | Jimmy Nervo, Bud Flanagan           | GB   |
| 1939 | Gold in New Frisco             | ~                     | Paul Verhoeven               | Hans Söhnker, Annie Markart         | D    |
| 1939 | Wasser für Canitoga            | ~                     | Herbert Selpin               | Hans Albers, Charlotte Susa         | D    |
| 1941 | Oro vil                        |                       | Eduardo García Maroto        | Ricardo Merino, Mari Santamaría     | E    |
| 1942 | Il fanciullo del West          |                       | Giorgio Ferroni              | Erminio Macario, Nada Fiorelli      | I    |
| 1942 | Una signora dell’Ovest         | Karawane              | Carlo Koch                   | Valentina Cortese, Rossano Brazzi   | I    |
| 1944 | Herra ja ylhäisyys             |                       | Jorma Nortimo                | Tauno Palo, Regina Linnanheimo      | FIN  |
| 1944 | El sobrino de Don Buffalo Bill |                       | Ramón Barreiro               | Carlos Muñoz, Rosita Yarza          | E    |
| 1949 | Buffalo Bill a Roma            |                       | Giuseppe Accattino           | Enzo Fiermonte, Ugo Sasso           | I    |
| 1952 | Il bandolero stanco            |                       | Fernando Cerchio             | Renato Rascel, Lauretta Masiero     | I    |
| 1952 | Il sogno di Zorro              | Zorro, der Held       | Mario Soldati                | Walter Chiari, Vittorio Gassman     | I    |
| 1953 | Jonny rettet Nebrador          | ~                     | Rudolf Jugert                | Hans Albers, Margot Hielscher       | D    |
| 1953 | La montaña sin ley             |                       | Miguel Lluch                 | José Suarez, Isabel de Castro       | E    |
| 1955 | El Coyote                      | Der Coyote            | Joaquín Luis Romero Marchent | Abel Salazar, Gloria Marín          | E    |
| 1956 | Fernand cow-boy                | Fernand Cowboy        | Guy Lefranc                  | Fernand Raynaud, Noël Roquevert     | F    |
| 1956 | La justicia del Coyote         | Die Rache des Coyoten | Joaquín Luis Romero Marchent | Abel Salazar, Gloria Marín          | E    |
| 1956 | Ramsbottom Rides Again         |                       | John Baxter                  | Arthur Askey, Glenn Melvyn          | GB   |
| 1958 | Rancho Texas                   |                       | Wadim Berestowski            | Bogusz Bilewski, Wiesław Gołas      | PL   |
| 1958 | Sérénade au Texas              | Texasmädel            | Richard Pottier              | Luis Mariano, Sonja Ziemann         | F    |
| 1958 | The Sheriff of Fractured Jaw   | Sheriff wider Willen  | Raoul Walsh                  | Kenneth More, Jayne Mansfield       | GB   |
| 1959 | La sceriffa                    | Tina räumt auf        | Roberto Bianchi Montero      | Tina Pica, Tom Felleghy             | I    |
| 1959 | Smrt v sedle                   | Der Tod im Sattel     | Jindrich Polák               | Rudolf Jelínek, Eduard Dubský       | CS   |
| 1959 | Il terrore dell’Oklahoma       | Terror in Oklahoma    | Mario Amendola               | Maurizio Arena, Delia Scala         | I    |

## 1960er Jahre
| Jahr | Original-Titel                                     | Deutscher Titel                                     | Regisseur                                     | Hauptdarsteller                          | Land      |
| ---- | -------------------------------------------------- | --------------------------------------------------- | --------------------------------------------- | ---------------------------------------- | --------- |
| 1960 | Un dollaro di fifa                                 |                                                     | Giorgio Simonelli                             | Ugo Tognazzi, Walter Chiari              | I         |
| 1960 | Juanito                                            | Unsere Heimat ist die ganze Welt                    | Fernando Palacios                             | Sabine Bethmann, Hans von Borsody        | E/D       |
| 1961 | Dynamite Jack                                      | Dynamit Jack                                        | Jean Bastia                                   | Fernandel, Eleonora Vargas               | F         |
| 1961 | Le Goût de la violence                             | Haut für Haut                                       | Robert Hossein                                | Robert Hossein, Giovanna Ralli           | F/I       |
| 1961 | I magnifici tre                                    |                                                     | Giorgio Simonelli                             | Walter Chiari, Ugo Tognazzi              | I         |
| 1961 | Ruf der Wildgänse                                  | ~                                                   | Hans Heinrich                                 | Ewald Balser, Heidemarie Hatheyer        | A         |
| 1961 | The Singer Not the Song                            | Sommer der Verfluchten                              | Roy Ward Baker                                | Dirk Bogarde, John Mills                 | GB        |
| 1962 | Cabalgando hacia la muerte                         | Zorro, der schwarze Rächer                          | Joaquín Luis Romero Marchent                  | Frank Latimore, María Luz Galicia        | E/I/F     |
| 1962 | Due contro tutti                                   |                                                     | Antonio Momplet                               | Walter Chiari, Raimondo Vianello         | I/E       |
| 1962 | Der Schatz im Silbersee                            | ~                                                   | Harald Reinl                                  | Lex Barker, Pierre Brice                 | D/YU      |
| 1962 | Tierra brutal                                      | Bis aufs Blut                                       | Michael Carreras                              | Richard Basehart, Don Taylor             | E/GB      |
| 1962 | Torrejón City                                      |                                                     | León Klimovsky                                | Tony Leblanc, May Heatherly              | E         |
| 1962 | La venganza del Zorro                              | Zorro – das Geheimnis von Alamos                    | Joaquín Luis Romero Marchent                  | Frank Latimore, María Luz Galicia        | E         |
| 1963 | Bienvenido, padre Murray                           |                                                     | Ramón Torrado                                 | René Muñoz, Howard Vernon                | E/F       |
| 1963 | Die Flußpiraten vom Mississippi                    | ~                                                   | Jürgen Roland                                 | Hansjörg Felmy, Horst Frank              | D/F/I     |
| 1963 | Gringo                                             | Drei gegen Sacramento                               | Ricardo Blasco                                | Richard Harrison, Mikaela                | E/I       |
| 1963 | Der letzte Ritt nach Santa Cruz                    | ~                                                   | Rolf Olsen                                    | Edmund Purdom, Marianne Koch             | D/A/F     |
| 1963 | Old Shatterhand                                    | ~                                                   | Hugo Fregonese                                | Lex Barker, Pierre Brice                 | D/F/I     |
| 1963 | El sabor de la venganza                            | Abrechnung in Veracruz                              | Joaquín Luis Romero Marchent                  | Richard Harrison, Robert Hundar          | E/I       |
| 1963 | Il segno del Coyote                                | Mit Colt und Maske                                  | Mario Caiano                                  | Fernando Casanova, María Luz Galicia     | I/E       |
| 1963 | Il segno di Zorro                                  | Zorro, der Mann mit den zwei Gesichtern             | Mario Caiano                                  | Sean Flynn, Folco Lulli                  | I/F/E     |
| 1963 | I tre spade di Zorro                               | Zorro mit den drei Degen                            | Ricardo Blasco                                | Guy Stockwell, Mikaela                   | I/E       |
| 1963 | Tres hombres buenos                                | Die drei Unerbittlichen                             | Joaquín Luis Romero Marchent                  | Geoffrey Horne, Robert Hundar            | E/I       |
| 1963 | La tumba del pistolero                             |                                                     | Amando de Ossorio                             | George Martin, Jack Taylor               | E         |
| 1963 | Winnetou 1. Teil                                   | ~                                                   | Harald Reinl                                  | Lex Barker, Pierre Brice                 | D/YU/F/I  |
| 1964 | Antes llega la muerte                              | Die 7 aus Texas                                     | Joaquín Luis Romero Marchent                  | Robert Hundar, Gloria Milland            | E/I       |
| 1964 | Brandy (El sherif de Losatumba)                    | Gesetz der Bravados                                 | José Luis Borau                               | Alex Nicol, Robert Hundar                | E/I       |
| 1964 | Buffalo Bill, l’eroe del Far West                  | Das war Buffalo Bill                                | Mario Costa                                   | Gordon Scott, Jan Hendriks               | I/D/F     |
| 1964 | Cuatro balazos                                     | Der Rächer von Golden Hill                          | Agustín Navarro                               | Fernando Casanova, Paul Piaget           | E/I       |
| 1964 | Gli eroi del West                                  |                                                     | Stefano Vanzina                               | Walter Chiari, Raimondo Vianello         | I/E       |
| 1964 | Due mafiosi nel Far West                           |                                                     | Giorgio Simonelli                             | Franco Franchi, Ciccio Ingrassia         | I/E       |
| 1964 | I due violenti                                     | Das Gesetz der Zwei                                 | Primo Zeglio                                  | Alan Scott, George Martin                | I/E       |
| 1964 | Finger on the Trigger                              |                                                     | Sidney W. Pink                                | Rory Calhoun, James Philbrook            | USA/E     |
| 1964 | Freddy und das Lied der Prärie                     | ~                                                   | Sobey Martin                                  | Freddy Quinn, Rik Battaglia              | D         |
| 1964 | Fuera de la ley                                    |                                                     | León Klimovsky                                | George Martin, Jack Taylor               | E         |
| 1964 | Fuerte Perdido                                     | Höllenfahrt nach Golden City                        | José María Elorrieta                          | Germán Cobos, Martha May                 | E         |
| 1964 | I gemelli del Texas                                |                                                     | Stefano Vanzina                               | Raimondo Vianello, Walter Chiari         | I/E       |
| 1964 | Die Goldsucher von Arkansas                        | ~                                                   | Paul Martin                                   | Brad Harris, Mario Adorf                 | D/I/F     |
| 1964 | Heiß weht der Wind                                 | ~                                                   | Rolf Olsen                                    | Thomas Fritsch, Ron Randell              | D/A       |
| 1964 | El hombre de la diligencia                         | Überfall auf Fort Yellowstone                       | José María Elorrieta                          | Frank Latimore, Pilar Cansino            | E/F       |
| 1964 | Jim il primo                                       | Das letzte Gewehr                                   | Sergio Bergonzelli                            | Cameron Mitchell, Carl Möhner            | I         |
| 1964 | Limonádový Joe aneb Koňská opera                   | Limonaden-Joe                                       | Oldřich Lipský                                | Karel Fiala, Miloš Kopecký               | CS        |
| 1964 | Las malditas pistolas de Dallas                    | Die verdammten Pistolen von Dallas                  | Pino Mercanti, José María Zabalza             | Fred Beir, Evy Marandi                   | E/I/F     |
| 1964 | Massacro al grande canyon                          | Keinen Cent für Ringos Kopf                         | Sergio Corbucci                               | Giorgio Ardisson, James Mitchum          | I         |
| 1964 | Minnesota Clay                                     | Minnesota Clay                                      | Sergio Corbucci                               | Cameron Mitchell, Georges Rivière        | I/E/F     |
| 1964 | Okay sceriffo                                      |                                                     | Angio Zane                                    | Franco Senise, Bruno Salvatori           | I         |
| 1964 | Per un pugno di Dollari                            | Für eine Handvoll Dollar                            | Sergio Leone                                  | Clint Eastwood, Gian Maria Volontè       | I/E/D     |
| 1964 | Le pistole non discutono                           | Die letzten Zwei vom Rio Bravo                      | Mario Caiano                                  | Rod Cameron, Horst Frank                 | I/D/E     |
| 1964 | Pistoleros de Casa Grande                          | Pulverdampf in Casa Grande                          | Roy Rowland                                   | Alex Nicol, Jorge Mistral                | E/USA     |
| 1964 | Relevo para un pistolero                           |                                                     | Ramón Torrado                                 | Alex Nicol, Luis Dávila                  | E         |
| 1964 | Sansone e il tesoro degli Inkas                    | Samson und der Schatz der Inkas                     | Piero Pierotti                                | Alan Steel, Toni Sailer                  | I/D/F     |
| 1964 | Die schwarzen Adler von Santa Fe                   | ~                                                   | Ernst Hofbauer                                | Brad Harris, Joachim Hansen              | D/I/F     |
| 1964 | El secreto del capitán O’Hara                      |                                                     | Arturo Ruiz Castillo                          | Germán Cobos, Mariano Vidal Molina       | E         |
| 1964 | Sfida a Rio Bravo                                  | Schnelle Colts für Jeannie Lee                      | Tulio Demicheli                               | Guy Madison, Madeleine Lebeau            | I/E/F     |
| 1964 | La strada per Fort Alamo                           | Der Ritt nach Alamo                                 | Mario Bava                                    | Ken Clark, Jany Clair                    | I/F       |
| 1964 | Tre dollari di piombo                              | Für drei Dollar Blei                                | Pino Mercanti                                 | Fred Beir, Evy Marandi                   | I/E/F     |
| 1964 | Unter Geiern                                       | ~                                                   | Alfred Vohrer                                 | Stewart Granger, Pierre Brice            | D/F/I/YU  |
| 1964 | L’uomo della valle maledetta                       | Der Rancher vom Colorado-River                      | Siro Marcellini                               | Ty Hardin, Iran Eory                     | I/E       |
| 1964 | Wild West Story                                    |                                                     | Börje Nyberg                                  | Carl-Gustaf Lindstedt, Lena Granhagen    | S         |
| 1964 | Winnetou 2. Teil                                   | ~                                                   | Harald Reinl                                  | Lex Barker, Pierre Brice                 | D/I/F/YU  |
| 1964 | Zorro cabalga otra vez                             | Zorros grausamer Schwur                             | Ricardo Blasco                                | Tony Russel, Maria José Alfonso          | E/I       |
| 1965 | Adios Gringo                                       | Adios Gringo                                        | Giorgio Stegani                               | Giuliano Gemma, Ida Galli                | I/E/F     |
| 1965 | All’ombra di una colt                              | Pistoleros                                          | Gianni Grimaldi                               | Stephen Forsyth, Conrado San Martín      | I/E       |
| 1965 | Aventuras del Oeste                                | Die letzte Kugel traf den Besten                    | Joaquín Luis Romero Marchent                  | Rik van Nutter, Adrian Hoven             | E/I/D     |
| 1965 | Die Banditen vom Rio Grande                        | ~                                                   | Helmuth M. Backhaus                           | Harald Leipnitz, Wolfgang Kieling        | D         |
| 1965 | La carga de la policía montada                     |                                                     | Ramón Torrado                                 | Alan Scott, Frank Latimore               | E         |
| 1965 | Carry On Cowboy                                    | Ist ja irre – der dreiste Cowboy                    | Gerald Thomas                                 | Sidney James, Jim Dale                   | GB        |
| 1965 | 100.000 Dollari per Ringo                          | 100.000 Dollar für Ringo                            | Alberto de Martino                            | Richard Harrison, Fernando Sancho        | I/E       |
| 1965 | Cinco pistolas de Texas                            |                                                     | Juan Xiol Marchal                             | Juan Perez Tabernero, Vicky Lagos        | E/I       |
| 1965 | Clint el solitario                                 | Tal der Hoffnung                                    | Alfonso Balcázar                              | George Martin, Marianne Koch             | E/I/D     |
| 1965 | La colt è la mia legge                             | Stirb aufrecht, Gringo!                             | Alfonso Brescia                               | Ángel del Pozo, Luciana Gilli            | I/E       |
| 1965 | Los cuatreros                                      | Einer rechnet ab                                    | Ramón Torrado                                 | Edmund Purdom, Frank Latimore            | E         |
| 1965 | Cuatro dólares de venganza                         |                                                     | Alfonso Balcázar                              | Robert Woods, Dana Ghia                  | E/I       |
| 1965 | Un Dollaro di fuoco                                | Keinen Dollar für dein Leben                        | José Luis Madrid                              | Miguel de la Riva, Alberto Farnese       | I/E       |
| 1965 | Un Dollaro bucato                                  | Ein Loch im Dollar                                  | Giorgio Ferroni                               | Giuliano Gemma, Ida Galli                | I/F       |
| 1965 | Dos mil Dolares por Coyote                         |                                                     | León Klimovsky                                | James Philbrook, Nuria Torray            | E/USA     |
| 1965 | Dos pistolas gemelas                               | 6 Kugeln für Gringo                                 | Rafael Romero Marchent                        | Sean Flynn, Pilar Bayona                 | E/I       |
| 1965 | I due sergenti del generale Custer                 | Herr Major, zwei Flaschen melden sich zur Stelle    | Giorgio Simonelli                             | Franco Franchi, Ciccio Ingrassia         | I         |
| 1965 | Duell vor Sonnenuntergang                          | ~                                                   | Leopold Lahola                                | Peter van Eyck, Wolfgang Kieling         | D         |
| 1965 | Gli eroi di Fort Worth                             | Vergeltung am Wichita-Paß                           | Alberto de Martino                            | Edmund Purdom, Eduardo Fajardo           | I/E       |
| 1965 | El hijo de Jesse James                             | Der Sohn von Jesse James                            | Antonio del Amo                               | Robert Hundar, Mercedes Alonso           | E/I       |
| 1965 | Die Hölle von Manitoba                             | ~                                                   | Sheldon Reynolds                              | Lex Barker, Pierre Brice                 | D/E       |
| 1965 | Johnny West il mancino                             | Jonny West und die verwegenen 3                     | Gianfranco Parolini                           | Mimmo Palmara, Adriano Micantoni         | I/F/E     |
| 1965 | Kid Rodelo                                         | Ein Mann wie Kid Rodelo                             | Richard Carlson                               | Don Murray, Janet Leigh                  | E/USA     |
| 1965 | Der letzte Mohikaner                               | ~                                                   | Harald Reinl                                  | Joachim Fuchsberger, Karin Dor           | D/I/E     |
| 1965 | I magnifici Brutos del West                        |                                                     | Marino Girolami                               | Nat Pioppi, Aldo Maccione                | I/E/F     |
| 1965 | Murieta                                            | Murietta – Geißel von Kalifornien                   | George Sherman                                | Jeffrey Hunter, Arthur Kennedy           | E/I       |
| 1965 | Ocaso de un pistolero                              | Blei ist sein Lohn                                  | Rafael Romero Marchent                        | Craig Hill, Gloria Milland               | E/I       |
| 1965 | Oeste Nevada Joe                                   | Nevada Joe                                          | Ignacio F. Iquino                             | George Martin, Adriana Ambesi            | E/I       |
| 1965 | Oklahoma John                                      | Oklahoma John – Der Sheriff von Rio Rojo            | Roberto Bianchi Montero, Jaime Jesús Balcázar | Rick Horn, Sabine Bethmann               | E/I/D     |
| 1965 | Old Surehand                                       | ~                                                   | Alfred Vohrer                                 | Stewart Granger, Pierre Brice            | D/YU      |
| 1965 | Der Ölprinz                                        | ~                                                   | Harald Philipp                                | Stewart Granger, Pierre Brice            | D/YU      |
| 1965 | Per qualche dollaro in meno                        | Irren ist tödlich                                   | Mario Mattòli                                 | Lando Buzzanca, Elio Pandolfi            | I         |
| 1965 | Per qualche dollaro in più                         | Für ein paar Dollar mehr                            | Sergio Leone                                  | Clint Eastwood, Lee van Cleef            | I/E/D     |
| 1965 | Per un Dollaro a Tucson si muore                   | Blutige Rache in Tucson                             | Cesare Canevari                               | Ronny de Marc, Gia Sandrè                | I         |
| 1965 | Per un pugno nell’occhio                           |                                                     | Michele Lupo                                  | Franco Franchi, Ciccio Ingrassia         | I/E       |
| 1965 | Il piombo e la carne                               |                                                     | Marino Girolami                               | Rod Cameron, Patricia Viterbo            | I/E/F     |
| 1965 | Una pistola per Ringo                              | Eine Pistole für Ringo                              | Duccio Tessari                                | Giuliano Gemma, Fernando Sancho          | I/E       |
| 1965 | El proscrito del Río Colorado                      |                                                     | Maury Dexter                                  | George Montgomery, Elisa Montés          | E         |
| 1965 | El ranch de los implacables                        | Die Gejagten der Sierra Nevada                      | Alfonso Balcázar                              | Robert Woods, Maria Sebaldt              | E/I/D     |
| 1965 | Rebeldes en Canadá                                 | Die Unversöhnlichen                                 | Amando de Ossorio                             | George Martin, Giulia Rubini             | E/I       |
| 1965 | Río Maldito                                        |                                                     | Juan Xiol Marchal                             | Gérard Landry, Bruno Piergentili         | E/I       |
| 1965 | Il ritorno di Ringo                                | Ringo kommt zurück                                  | Duccio Tessari                                | Giuliano Gemma, Fernando Sancho          | I/E       |
| 1965 | Lo sceriffo che non spara                          |                                                     | José Luis Monter                              | Mickey Hargitay, Vincenzo Cascino        | I/E       |
| 1965 | Der Schatz der Azteken                             | ~                                                   | Robert Siodmak                                | Lex Barker, Gérard Barray                | D/F/I/YU  |
| 1965 | Sie nannten ihn Gringo                             | ~                                                   | Roy Rowland                                   | Götz George, Helmut Schmid               | D/I/E     |
| 1965 | Son of a gunfighter                                | Sohn des Revolverhelden                             | Paul Landres                                  | Russ Tamblyn, Kieron Moore               | US/E      |
| 1965 | Uno straniero a Sacramento                         | Kopfgeld für Ringo                                  | Sergio Bergonzelli                            | Mickey Hargitay, Aldo Berti              | I         |
| 1965 | Tierra de fuego                                    | Vergeltung in Catano                                | Mark Stevens, Jaime Jesús Balcázar            | Mark Stevens, Mario Adorf                | E/D       |
| 1965 | Trenta Winchester per El Diablo                    | 30 Winchester für El Diabolo                        | Gianfranco Baldanello                         | Carl Möhner, Alessandra Panaro           | I         |
| 1965 | Tumba para un forajido                             |                                                     | José Luis Madrid                              | Luis Dávila, Patricia Liran              | E         |
| 1965 | Uncas, el fin de un raza                           | Lederstrumpf – Der letzte Mohikaner                 | Matteo Cano                                   | Jack Taylor, Paul Muller                 | I/E/F     |
| 1965 | Gli uomini dal passo pesante                       | Die Trampler                                        | Albert Band                                   | Joseph Cotten, Gordon Scott              | I         |
| 1965 | L’uomo dalla pistola d’oro                         | Der Mann, der kam, um zu töten                      | Alfonso Balcázar                              | Carl Möhner, Luis Dávila                 | I/E       |
| 1965 | Das Vermächtnis des Inka                           | ~                                                   | Georg Marischka                               | Guy Madison, Rik Battaglia               | D/BG/I/E  |
| 1965 | Viva Carrancho!                                    | Die Todesminen von Canyon City                      | Alfonso Balcázar                              | Robert Woods, Fernando Sancho            | E/I       |
| 1965 | Viva Maria!                                        | ~                                                   | Louis Malle                                   | Brigitte Bardot, Jeanne Moreau           | F/I       |
| 1965 | Winnetou 3. Teil                                   | ~                                                   | Harald Reinl                                  | Lex Barker, Pierre Brice                 | D/YU      |
| 1966 | Arizona Colt                                       | Arizona Colt                                        | Michele Lupo                                  | Giuliano Gemma, Corinne Marchand         | I/F       |
| 1966 | Una bara per lo sceriffo                           | Eine Bahre für den Sheriff                          | Mario Caiano                                  | Anthony Steffen, Eduardo Fajardo         | I/E       |
| 1966 | Il buono, il brutto, il cattivo                    | Zwei glorreiche Halunken                            | Sergio Leone                                  | Eli Wallach, Clint Eastwood              | I         |
| 1966 | I cinque della vendetta                            | Die unerbittlichen Fünf                             | Aldo Florio                                   | Guy Madison, Mónica Randall              | I/E       |
| 1966 | Colorado Charlie                                   | Colorado Charlie                                    | Roberto Mauri                                 | Jacques Berthier, Brunella Bovo          | I         |
| 1966 | Le colt cantarono la morte e fu tempo di massacro  | Django – Sein Gesangbuch war der Colt               | Lucio Fulci                                   | Franco Nero, George Hilton               | I         |
| 1966 | Deguejo                                            | Für Dollars ins Jenseits                            | Giuseppe Vari                                 | Giacomo Rossi Stuart, Dan Vadis          | I         |
| 1966 | Django                                             | Django                                              | Sergio Corbucci                               | Franco Nero, Loredana Nusciak            | I/E       |
| 1966 | Django spara per prino                             | Django – Nur der Colt war sein Freund               | Alberto de Martino                            | Glenn Saxson, Fernando Sancho            | I         |
| 1966 | Djurado                                            |                                                     | Gianni Narzisi                                | Dante Posani, Scilla Gabel               | I/E       |
| 1966 | Dove si spara di più                               | Glut der Sonne                                      | Gianni Puccini                                | Peter Lee Lawrence, Cristina Galbó       | I/E       |
| 1966 | Due once di piombo                                 | Jonny Madoc                                         | Maurizio Lucidi                               | Robert Woods, Peter Carsten              | I         |
| 1966 | Europa Canta                                       | Laß die Finger von der Puppe                        | José Luis Merino                              | Vivi Bach, Renzo Palmer                  | I/E/LIC/D |
| 1966 | Un fiume di Dollari                                | Eine Flut von Dollars                               | Carlo Lizzani                                 | Thomas Hunter, Henry Silva               | I         |
| 1966 | Graf Bobby, der Schrecken des Wilden Westens       | ~                                                   | Paul Martin                                   | Peter Alexander, Gunther Philipp         | A         |
| 1966 | La grande notte di Ringo                           |                                                     | Mario Maffei                                  | William Berger, Adriana Ambesi           | I/E       |
| 1966 | Johnny Oro                                         | Ringo mit den goldenen Pistolen                     | Sergio Corbucci                               | Mark Damon, Valeria Fabrizi              | I         |
| 1966 | Johnny Yuma                                        | Johnny Yuma                                         | Romolo Guerrieri                              | Mark Damon, Lawrence Dobkin              | I         |
| 1966 | Lola Colt                                          | Lola Colt… sie spuckt dem Teufel ins Gesicht        | Siro Marcellini                               | Lola Falana, Peter Martell               | I         |
| 1966 | Mestizo                                            | Mountains                                           | Julio Buchs                                   | Hugo Blanco, Susana Campos               | E         |
| 1966 | Mille Dollari sul nero                             | Sartana                                             | Alberto Cardone                               | Gianni Garko, Anthony Steffen            | I/D       |
| 1966 | La muerte cumple condena                           | 100.000 Dollar für einen Colt                       | Joaquín Luis Romero Marchent                  | Robert Hundar, Pamela Tudor              | E/I       |
| 1966 | Navajo Joe                                         | Kopfgeld: Ein Dollar                                | Sergio Corbucci                               | Burt Reynolds, Nicoletta Machiavelli     | I/E       |
| 1966 | Perché uccidi ancora?                              | Jetzt sprechen die Pistolen                         | José Antonio de la Loma                       | Anthony Steffen, José Calvo              | E/I       |
| 1966 | Per il gusto di uccidere                           | Lanky Fellow – Der einsame Rächer                   | Tonino Valerii                                | Craig Hill, George Martin                | I/E       |
| 1966 | Per mille Dollari al giorno                        | Für 1000 Dollar pro Tag                             | Silvio Amadio                                 | Zachary Hatcher, Mimmo Palmara           | I/E       |
| 1966 | Per pochi Dollari ancora                           | Tampeko – Ein Dollar hat zwei Seiten                | Giorgio Ferroni                               | Giuliano Gemma, Sophie Daumier           | I/E/F     |
| 1966 | Per un dollaro di gloria                           |                                                     | Fernando Cerchio                              | Broderick Crawford, Elisa Montés         | I/E       |
| 1966 | La più grande rapina del West                      | Ein Halleluja für Django                            | Maurizio Lucidi                               | George Hilton, Hunt Powers               | I         |
| 1966 | Pochi Dollari per Django                           | Django kennt kein Erbarmen                          | León Klimovsky (realiter: Enzo G. Castellari) | Anthony Steffen, Frank Wolff             | I/E       |
| 1966 | El precio de un hombre                             | Ohne Dollar keinen Sarg                             | Eugenio Martín                                | Richard Wyler, Tomás Milián              | E/I       |
| 1966 | I quattro inesorabili                              | Die 4 Geier der Sierra Nevada                       | Primo Zeglio                                  | Adam West, Robert Hundar                 | I/E       |
| 1966 | Ringo del Nebraska                                 | Nebraska-Jim                                        | Antonio Román, Mario Bava                     | Ken Clark, Yvonne Bastién                | I/E       |
| 1966 | Ringo e Gringo contro tutti                        |                                                     | Bruno Corbucci                                | Lando Buzzanca, Raimondo Vianello        | I/E       |
| 1966 | El Rojo                                            | El Rocho – der Töter                                | Leopoldo Savona                               | Richard Harrison, Nieves Navarro         | I/E       |
| 1966 | Un sceriffo tutto d’oro                            | Töte, Ringo, töte                                   | Osvaldo Civirani                              | Luigi Giuliani, Caterina Trentini        | I         |
| 1966 | Sette donne per una strage                         | Frauen, die durch die Hölle gehen                   | Rudolf Zehetgruber                            | Anne Baxter, Maria Perschy               | E/I/LIC/A |
| 1966 | Sette magnifiche pistole                           | Sancho – dich küßt der Tod                          | Romolo Guerrieri                              | Sean Flynn, Ida Galli                    | I/E       |
| 1966 | 7 pistole per i MacGregor                          | Die 7 Pistolen des McGregor                         | Franco Giraldi                                | Robert Woods, Fernando Sancho            | I/E       |
| 1966 | Los 7 de Pancho Villa                              | Die Rache des Pancho Villa                          | José María Elorrieta                          | John Ericson, Gustavo Rojo               | E/US      |
| 1966 | Die Söhne der großen Bärin                         | ~                                                   | Josef Mach                                    | Gojko Mitić, Jiří Vršťala                | DDR       |
| 1966 | Starblack                                          | Django – schwarzer Gott des Todes                   | Gianni Grimaldi                               | Robert Woods, Elga Andersen              | I/D       |
| 1966 | Sugar Colt                                         | Rocco – der Mann mit den zwei Gesichtern            | Franco Giraldi                                | Hunt Powers, Soledad Miranda             | I/E       |
| 1966 | Texas, addio                                       | Django der Rächer                                   | Ferdinando Baldi                              | Franco Nero, Alberto Dell’Acqua          | I/E       |
| 1966 | Thompson 1880                                      | Schneller als 1000 Colts                            | Guido Zurli                                   | George Martin, Gia Sandri                | I         |
| 1966 | Tre colpi di Winchester per Ringo                  | 3 Kugeln für Ringo                                  | Emimmo Salvi                                  | Mickey Hargitay, Gordon Mitchell         | I         |
| 1966 | Uccidete Johnny Ringo                              |                                                     | Gianfranco Baldanello                         | Brett Halsey, Maria Teresa Gentilini     | I         |
| 1966 | Uccidi o muori                                     | Für eine Handvoll Blei                              | Tanio Boccia                                  | Robert Mark, Elina DeWitt                | I         |
| 1966 | Vajas con Dios, Gringo                             |                                                     | Edoardo Mulargia                              | Glenn Saxson, Lucretia Love              | I         |
| 1966 | La venganza de Clark Harrison                      | Die ganze Meute gegen mich                          | José Luis Madrid                              | Luigi Giuliani, Marta Padovan            | E/I       |
| 1966 | Wer kennt Johnny R.?                               | ~                                                   | José Luis Madrid                              | Lex Barker, Joachim Fuchsberger          | D/E       |
| 1966 | Winnetou und das Halbblut Apanatschi               | ~                                                   | Harald Philipp                                | Lex Barker, Pierre Brice                 | D/YU      |
| 1966 | Winnetou und sein Freund Old Firehand              | ~                                                   | Alfred Vohrer                                 | Pierre Brice, Rod Cameron                | D/YU      |
| 1966 | Yankee                                             | Yankee                                              | Tinto Brass                                   | Philippe Leroy, Adolfo Celi              | I/E       |
| 1966 | Zorro il ribelle                                   | Das Finale liefert Zorro                            | Piero Pierotti                                | Renato Rossini, Dina De Santis           | I         |
| 1967 | Ballata per un pistolero                           | Rocco – der Einzelgänger von Alamo                  | Alfio Caltabiano                              | Anthony Ghidra, Angelo Infanti           | I/D       |
| 1967 | Bandidos                                           | Bandidos                                            | Massimo Dallamano                             | Enrico Maria Salerno, Terry Jenkins      | I/E       |
| 1967 | Bang bang kid                                      | Bang Bang Kid                                       | Giorgio Gentili, Stanley Prager               | Guy Madison, Tom Bosley                  | I/E/US    |
| 1967 | Il bello, il brutto, il cretino                    |                                                     | Gianni Grimaldi                               | Franco Franchi, Ciccio Ingrassia         | I/D       |
| 1967 | Bill il taciturno                                  | Django tötet leise                                  | Massimo Pupillo                               | Luciano Rossi, George Eastman            | I/F       |
| 1967 | Buckaroo                                           | Buccaroo – Galgenvögel zwitschern nicht             | Adelchi Bianchi                               | Dean Reed, Monica Brugger                | I         |
| 1967 | Chingachgook, die große Schlange                   | ~                                                   | Richard Groschopp                             | Gojko Mitić, Rolf Römer                  | DDR       |
| 1967 | Cjamango                                           | Django – Kreuze im blutigen Sand                    | Edoardo Mulargia                              | Ivan Rassimov, Hélène Chanel             | I         |
| 1967 | Una colt in pugno al diavolo                       | Pronto, Amigo (Ein Colt in der Hand des Teufels)    | Sergio Bergonzelli                            | Bob Henry, George Wang                   | I         |
| 1967 | Con lui cavalca la morte                           | Tödlicher Ritt nach Sacramento                      | Giuseppe Vari                                 | Mike Marshall, Robert Hundar             | I         |
| 1967 | I crudeli                                          | Die Grausamen                                       | Sergio Corbucci                               | Joseph Cotten, Norma Bengell             | I/E       |
| 1967 | 10.000 Dollari per un massacro                     | 10.000 blutige Dollar                               | Romolo Guerrieri                              | Gianni Garko, Loredana Nusciak           | I         |
| 1967 | Dinamita Jim                                       |                                                     | Alfonso Balcázar                              | Luis Dávila, Fernando Sancho             | E/I       |
| 1967 | Dinamita Joe                                       | Vier Halleluja für Dynamit-Joe                      | Antonio Margheriti                            | Rik van Nutter, Halina Zalewska          | I/E       |
| 1967 | Dio non paga il Sabato                             | Die sich in Fetzen schießen                         | Tanio Boccia                                  | Larry Ward, Robert Mark                  | I/E       |
| 1967 | Dio perdona… io no!                                | Gott vergibt … wir beide nie                        | Giuseppe Colizzi                              | Terence Hill, Frank Wolff                | I         |
| 1967 | Un Dollaro tra i denti                             | Ein Dollar zwischen den Zähnen                      | Luigi Vanzi                                   | Tony Anthony, Frank Wolff                | I         |
| 1967 | Dos cruces en Danger Pass                          |                                                     | Rafael Romero Marchent                        | Peter Martell, Dianik Zurakowska         | E/I       |
| 1967 | Dos hombres van a morir                            | Ein Schuss zuviel                                   | Rafael Romero Marchent                        | Peter Martell, Piero Lulli               | E/I       |
| 1967 | Le due facce del Dollaro                           | Stinkende Dollar                                    | Roberto Bianchi Montero                       | Maurice Poli, Gérard Herter              | I/F       |
| 1967 | I due figli di Ringo                               |                                                     | Giorgio Simonelli                             | Franco Franchi, Ciccio Ingrassia         | I         |
| 1967 | Due Rrringos nel Texas                             | Zwei Trottel gegen Django                           | Marino Girolami                               | Franco Franchi, Ciccio Ingrassia         | I         |
| 1967 | El Cisco                                           | El Cisco                                            | Sergio Bergonzelli                            | William Berger, George Wang              | I         |
| 1967 | El Desperado                                       | Escondido                                           | Franco Rossetti                               | Andrea Giordana, Rosemarie Dexter        | I         |
| 1967 | Faccia a faccia                                    | Von Angesicht zu Angesicht                          | Sergio Sollima                                | Tomás Milián, Gian Maria Volontè         | I/E       |
| 1967 | Fedra West                                         |                                                     | Joaquín Luis Romero Marchent                  | James Philbrook, Norma Bengell           | E/I       |
| 1967 | Il figlio di Django                                | Der Sohn des Django                                 | Osvaldo Civirani                              | Guy Madison, Gabriele Tinti              | I         |
| 1967 | Frontera al sur                                    | Der Mann, der aus dem Norden kam                    | José Luis Merino                              | George Hilton, Krista Nell               | E/I       |
| 1967 | Gentleman Jo…uccidi                                | Shamango                                            | Giorgio Stegani                               | Anthony Steffen, Eduardo Fajardo         | I/E       |
| 1967 | Giarrettiera Colt                                  | Das Coltstrumpfband (Aufführung nicht nachgewiesen) | Gian Andrea Rocco                             | Nicoletta Machiavelli, Claudio Camaso    | I         |
| 1967 | I giorni della violenza                            | Sein Wechselgeld ist Blei                           | Alfonso Brescia                               | Peter Lee Lawrence, Beba Lončar          | I         |
| 1967 | I giorni dell’ira                                  | Der Tod ritt dienstags                              | Tonino Valerii                                | Giuliano Gemma, Lee van Cleef            | I/D       |
| 1967 | El hombre que mató a Billy el Niño                 | Sein Steckbrief ist kein Heiligenbild               | Julio Buchs                                   | Peter Lee Lawrence, Fausto Tozzi         | E/I       |
| 1967 | Un hombre vino a matar                             | Django – unersättlich wie der Satan                 | León Klimovsky                                | Richard Wyler, Brad Harris               | E/I       |
| 1967 | Un hombre y un colt                                | Der Colt aus Gringos Hand                           | Tullio Demicheli                              | Robert Hundar, Fernando Sancho           | E/I       |
| 1967 | Joe Navidad                                        |                                                     | Sidney W. Pink                                | Jeffrey Hunter, Louis Hayward            | E/US      |
| 1967 | John il bastardo                                   |                                                     | Armando Crispino                              | John Richardson, Martine Beswick         | I         |
| 1967 | Killer calibro 32                                  | Stirb oder töte                                     | Alfonso Brescia                               | Peter Lee Lawrence, Agnès Spaak          | I         |
| 1967 | Killer Kid                                         | Chamaco                                             | Leopoldo Savona                               | Anthony Steffen, Luisa Baratto           | I         |
| 1967 | Little Rita nel West                               | Blaue Bohnen für ein Halleluja                      | Ferdinando Baldi                              | Rita Pavone, Terence Hill                | I         |
| 1967 | I lunghi giorni della vendetta                     | Der lange Tag der Rache                             | Florestano Vancini                            | Giuliano Gemma, Francisco Rabal          | I/E       |
| 1967 | Il magnifico texano                                | Desperado – Der geheimnisvolle Rächer               | Luigi Capuano                                 | Glenn Saxson, Massimo Serato             | I/E       |
| 1967 | La morte non conta i Dollari                       | Der Tod zählt keine Dollar                          | Riccardo Freda                                | Mark Damon, Luciana Gilli                | I         |
| 1967 | Nato per uccidere                                  |                                                     | Antonio Mollica                               | Gordon Mitchell, Femi Benussi            | I         |
| 1967 | Non aspettare Django, spara                        | Django – Dein Henker wartet                         | Edoardo Mulargia                              | Ivan Rassimov, Pedro Sanchez             | I         |
| 1967 | Odio per odio                                      | Die gnadenlosen Zwei                                | Domenico Paolella                             | Antonio Sabàto, John Ireland             | I         |
| 1967 | Pecos è qui: prega e muori                         | Jonny Madoc rechnet ab                              | Maurizio Lucidi                               | Robert Woods, Erno Crisa                 | I         |
| 1967 | Per 100.000 dollari t’ammazzo                      | Django – der Bastard                                | Giovanni Fago                                 | Gianni Garko, Claudio Camaso             | I         |
| 1967 | Un poker di pistole                                | Poker mit Pistolen                                  | Giuseppe Vari                                 | George Eastman, George Hilton            | I         |
| 1967 | Prega Dio… e scavati la fossa!                     |                                                     | Edoardo Mulargia                              | Robert Woods, Jeff Cameron               | I         |
| 1967 | Professionisti per un massacro                     | Ein Stoßgebet für drei Kanonen                      | Nando Cicero                                  | George Hilton, George Martin             | I/E       |
| 1967 | I quattro dell’Ave Maria                           | Vier für ein Ave Maria                              | Giuseppe Colizzi                              | Bud Spencer, Terence Hill                | I         |
| 1967 | Quien sabe?                                        | Töte Amigo                                          | Damiano Damiani                               | Gian Maria Volontè, Klaus Kinski         | I         |
| 1967 | Quindici forche per un assassino                   | Die schmutzigen Dreizehn                            | Nunzio Malasomma                              | Craig Hill, George Martin                | I/E       |
| 1967 | Ramon il Messicano                                 |                                                     | Maurizio Pradeaux                             | Robert Hundar, Jean Louis                | I         |
| 1967 | Requiescant                                        | Mögen sie in Frieden ruh’n                          | Carlo Lizzani                                 | Lou Castel, Mark Damon                   | I/D       |
| 1967 | La resa dei conti                                  | Der Gehetzte der Sierra Madre                       | Sergio Sollima                                | Lee van Cleef, Tomás Milián              | I/E       |
| 1967 | Ric e Gian alla conquista del West                 |                                                     | Osvaldo Civirani                              | Riccardo Miniggio, Gian Fabio Bosco      | I         |
| 1967 | Ringo, il volto della vendetta                     | Es geht um deinen Kopf, Amigo                       | Mario Caiano                                  | Anthony Steffen, Frank Wolff             | I/E       |
| 1967 | Se sei vivo spara                                  | Töte, Django                                        | Giulio Questi                                 | Tomás Milián, Piero Lulli                | I/E       |
| 1967 | Se vuoi vivere… spara!                             | Andere beten – Django schießt                       | Sergio Garrone                                | Ivan Rassimov, Giovanni Cianfriglia      | I         |
| 1967 | Sentenza di morte                                  | Django – Unbarmherzig wie die Sonne                 | Mario Lanfranchi                              | Robin Clarke, Tomás Milián               | I         |
| 1967 | 7 donne per i Mac Gregor                           | Eine Kugel für Mac Gregor                           | Franco Giraldi                                | David Bailey, Agata Flori                | I/E       |
| 1967 | Sette pistole per un massacro                      | Das Todeslied von Laramie                           | Mario Caiano                                  | Craig Hill, Giulia Rubini                | I/E       |
| 1967 | 7 Winchester per un massacro                       | Die Satansbrut des Colonel Blake                    | Enzo G. Castellari                            | Guy Madison, Edd Byrnes                  | I         |
| 1967 | Il tempo degli avvoltoi                            | Die Zeit der Geier                                  | Nando Cicero                                  | Frank Wolff, George Hilton               | I         |
| 1967 | Tre pistole contro Cesare                          | Drei Pistolen gegen Cesare                          | Elio Petri                                    | Thomas Hunter, Enrico Maria Salerno      | I/ALG     |
| 1967 | Un treno per Durango                               | Der letzte Zug nach Durango                         | Mario Caiano                                  | Anthony Steffen, Enrico Maria Salerno    | I/E       |
| 1967 | Uccideva a freddo                                  |                                                     | Guido Celano                                  | Bruno Piergentili, Rita Farrel           | I         |
| 1967 | L’ultimo killer                                    | Rocco – Ich leg’ dich um                            | Giuseppe Vari                                 | Anthony Ghidra, George Eastman           | I         |
| 1967 | L’uomo, l’orgoglio, la vendetta                    | Mit Django kam der Tod                              | Luigi Bazzoni                                 | Franco Nero, Tina Aumont                 | I/D       |
| 1967 | Un uomo, un cavallo, una pistola                   | Western Jack                                        | Luigi Vanzi                                   | Tony Anthony, Dan Vadis                  | I/D/US    |
| 1967 | Vado… l’ammazzo e torno                            | Leg ihn um, Django                                  | Enzo G. Castellari                            | George Hilton, Gilbert Roland            | I         |
| 1967 | 20.000 dollari sul 7                               | Blutiger Staub                                      | Alberto Cardone                               | Roberto Miali, Adriano Micantoni         | I         |
| 1967 | Voltati… ti uccido                                 | 100.000 verdammte Dollar                            | Alfonso Brescia                               | Richard Wyler, Fernando Sancho           | I/E       |
| 1967 | Wanted                                             | Wanted                                              | Giorgio Ferroni                               | Giuliano Gemma, Teresa Gimpera           | I         |
| 1967 | Wanted Johnny Texas                                | Wanted Johnny Texas                                 | Emimmo Salvi                                  | Willy Colombini, Renato Rossini          | I         |
| 1967 | Zlatna praćka                                      |                                                     | Radivoje Dukic                                | Miodrag Petrović Čkalja, Vera Ilic-Dukic | YU        |
| 1968 | Agapi kai Ama                                      | Fluch der Rache                                     | Nikos Foskolos                                | Jenny Karezi, Kostas Kazakos             | GR        |
| 1968 | Al di là della legge                               | Die letzte Rechnung zahlst du selbst                | Giorgio Stegani                               | Lee van Cleef, Antonio Sabàto            | I/D       |
| 1968 | All’ultimo sangue                                  | Den Geiern zum Fraß                                 | Paolo Moffa                                   | Craig Hill, Lea Massari                  | I         |
| 1968 | Ammazzali tutti e torna solo                       | Töte alle und kehr allein zurück                    | Enzo G. Castellari                            | Chuck Connors, Frank Wolff               | I/E       |
| 1968 | Anche nel West c’era una volta Dio                 |                                                     | Marino Girolami                               | Richard Harrison, Gilbert Roland         | I/E       |
| 1968 | La Bataille de San Sebastian                       | San Sebastian                                       | Henri Verneuil                                | Anthony Quinn, Charles Bronson           | F/I       |
| 1968 | The Belle Starr Story – il mio corpo per un poker  | Mein Körper für ein Pokerspiel                      | Lina Wertmüller                               | Elsa Martinelli, Robert Woods            | I         |
| 1968 | Black Jack                                         | Auf die Knie, Django                                | Gianfranco Baldanello                         | Robert Woods, Lucienne Bridou            | I         |
| 1968 | Un buco in fronte                                  | Ein Loch in der Stirn                               | Giuseppe Vari                                 | Anthony Ghidra, Robert Hundar            | I         |
| 1968 | Carogne si nasce                                   | Die Stunde der Aasgeier                             | Alfonso Brescia                               | Glenn Saxson, Gordon Mitchell            | I         |
| 1968 | C’era una volta il West                            | Spiel mir das Lied vom Tod                          | Sergio Leone                                  | Claudia Cardinale, Henry Fonda           | I         |
| 1968 | Chiedi perdono a Dio… non a me                     | Django – den Colt an der Kehle                      | Vincenzo Musolino                             | Giorgio Ardisson, Anthony Ghidra         | I         |
| 1968 | Ciccio perdona… io no!                             |                                                     | Marcello Ciorciolini                          | Franco Franchi, Ciccio Ingrassia         | I         |
| 1968 | Comanche blanco                                    | Rio Hondo                                           | José Briz                                     | William Shatner, Joseph Cotten           | E         |
| 1968 | Corri, uomo, corri                                 | Lauf um dein Leben                                  | Sergio Sollima                                | Tomás Milián, Donald O’Brien             | I/F       |
| 1968 | Crisantemi per un branco di carogne                |                                                     | Sergio Pastore                                | Edmund Purdom, Gianni Manera             | I         |
| 1968 | Da uomo a uomo                                     | Von Mann zu Mann                                    | Giulio Petroni                                | Lee van Cleef, John Phillip Law          | I         |
| 1968 | Dio li crea… io li ammazzo!                        | Bleigericht                                         | Paolo Bianchini                               | Dean Reed, Agnès Spaak                   | I         |
| 1968 | Due volte Giuda                                    | Zweimal Judas                                       | Nando Cicero                                  | Antonio Sabàto, Klaus Kinski             | I/E       |
| 1968 | … e per tetto uncielo di stelle                    | Amigos – Die (B)Engel lassen grüßen                 | Giulio Petroni                                | Giuliano Gemma, Mario Adorf              | I         |
| 1968 | …E venne il tempo di uccidere                      | Einladung zum Totentanz                             | Enzo Dell’Aquila                              | Jean Sobieski, Anthony Ghidra            | I         |
| 1968 | Ed ora… raccomanda l’anima a Dio!                  |                                                     | Demofilo Fidani                               | Jeff Cameron, Fabio Testi                | I         |
| 1968 | El Zorro                                           | El Zorro                                            | Guido Zurli                                   | Giorgio Ardisson, Femi Benussi           | I         |
| 1968 | Execution                                          | Django – Die Bibel ist kein Kartenspiel             | Domenico Paolella                             | John Richardson, Mimmo Palmara           | I         |
| 1968 | Una forca per un bastardo                          | Eine Kugel für den Bastard                          | Amasi Damiani                                 | Mimmo Palmara, Livio Lorenzon            | I         |
| 1968 | Giurò… e li uccise ad uno ad uno (Piluk il timido) | Pilluks nimmt Maß                                   | Guido Celano                                  | Edmund Purdom, Luigi Barbieri            | I         |
| 1968 | Il grande Silenzio                                 | Leichen pflastern seinen Weg                        | Sergio Corbucci                               | Jean-Louis Trintignant, Frank Wolff      | I/F       |
| 1968 | L’ira di Dio                                       | Ein Silberdollar für den Toten                      | Alberto Cardone                               | Brett Halsey, Fernando Sancho            | I/E       |
| 1968 | Joe! Cercati un posto per morire                   | Ringo, such dir einen Platz zum Sterben             | Giuliano Carnimeo                             | Jeffrey Hunter, Pascale Petit            | I         |
| 1968 | Joko, invoca Dio… e muori                          | Fünf blutige Stricke                                | Antonio Margheriti                            | Richard Harrison, Claudio Camaso         | I/D       |
| 1968 | Killer adios                                       | Killer adios                                        | Primo Zeglio                                  | Peter Lee Lawrence, Rosalba Neri         | I/E       |
| 1968 | I lunghi giorni dell’odio                          | Seine Winchester pfeift das Lied vom Tod            | Gianfranco Baldanello                         | Guy Madison, Rik Battaglia               | I         |
| 1968 | Il lungo giorno del massacro                       | Das Gesetz der Erbarmungslosen                      | Alberto Cardone                               | Peter Martell, Glenn Saxson              | I         |
| 1968 | Il mercenario                                      | Die gefürchteten Zwei                               | Sergio Corbucci                               | Franco Nero, Tony Musante                | I/E       |
| 1968 | Un minuto per pregare, un istante per morire       | Mehr tot als lebendig                               | Franco Giraldi                                | Alex Cord, Robert Ryan                   | I         |
| 1968 | Il momento di uccidere                             | Django – Ein Sarg voll Blut                         | Giuliano Carnimeo                             | George Hilton, Walter Barnes             | I/D       |
| 1968 | La morte sull’alta collina                         | Die Rechnung zahlt der Bounty-Killer                | Fernando Cerchio                              | Peter Lee Lawrence, Luis Dávila          | I/E       |
| 1968 | I nipoti di Zorro                                  |                                                     | Marcello Ciorciolini                          | Franco Franchi, Ciccio Ingrassia         | I         |
| 1968 | Oggi a me… domani a te                             | Stoßgebet für einen Hammer                          | Tonino Cervi                                  | Brett Halsey, Bud Spencer                | I         |
| 1968 | Ognuno per sé                                      | Das Gold von Sam Cooper                             | Giorgio Capitani                              | Van Heflin, George Hilton                | I/D       |
| 1968 | O tutto o niente                                   |                                                     | Guido Zurli                                   | Giorgio Ardisson, Isarco Ravaioli        | I         |
| 1968 | Pagò cara su muerte                                |                                                     | León Klimovsky                                | William Bogart, Wayde Preston            | E/I       |
| 1968 | Una pistola per cento bare                         | Ein Colt für hundert Särge                          | Umberto Lenzi                                 | Peter Lee Lawrence, John Ireland         | I/E       |
| 1968 | Il pistolero segnato da Dio                        |                                                     | Giorgio Ferroni                               | Anthony Steffen, Richard Wyler           | I         |
| 1968 | Preparati la bara                                  | Django und die Bande der Gehenkten                  | Ferdinando Baldi                              | Terence Hill, Horst Frank                | I         |
| 1968 | Quanto costa morire                                |                                                     | Sergio Merolle                                | Andrea Giordana, John Ireland            | I/F       |
| 1968 | Quel caldo maledetto giorno di fuoco               | Django spricht kein Vaterunser                      | Paolo Bianchini                               | Robert Woods, John Ireland               | I/E       |
| 1968 | Quella sporca storia nel West                      | Django – Die Totengräber warten schon               | Enzo G. Castellari                            | Andrea Giordana, Gilbert Roland          | I         |
| 1968 | ¿Quién grita venganza?                             | An den Galgen, Bastardo                             | Rafael Romero Marchent                        | Anthony Steffen, Mark Damon              | E/I       |
| 1968 | Requiem para el gringo                             | Requiem für Django                                  | José Luis Merino                              | Lang Jeffries, Femi Benussi              | E/I       |
| 1968 | Sapevano solo uccidere                             | Mein Leben für die Rache                            | Tanio Boccia                                  | Kirk Morris, Larry Ward                  | I         |
| 1968 | …se incontri Sartana, prega per la tua morte       | Sartana – Bete um Deinen Tod                        | Gianfranco Parolini                           | Gianni Garko, William Berger             | I/D       |
| 1968 | Sette Dollari sul rosso                            | Django – Die Geier stehen Schlange                  | Alberto Cardone                               | Anthony Steffen, Fernando Sancho         | I         |
| 1968 | Shalako                                            | Shalako                                             | Edward Dmytryk                                | Sean Connery, Brigitte Bardot            | GB        |
| 1968 | Sonora                                             | Für ein paar Leichen mehr                           | Alfonso Balcázar                              | Gilbert Roland, Jack Elam                | I/E       |
| 1968 | Spara, gringo, spara                               | Im Staub der Sonne                                  | Bruno Corbucci                                | Brian Kelly, Fabrizio Moroni             | I         |
| 1968 | Gli specialisti                                    | Fahrt zur Hölle, ihr Halunken                       | Sergio Corbucci                               | Johnny Hallyday, Mario Adorf             | I/F/D     |
| 1968 | Spur des Falken                                    | ~                                                   | Gottfried Kolditz                             | Gojko Mitić, Barbara Brylska             | DDR/URS   |
| 1968 | Uno straniero a Paso Bravo                         | Der Fremde von Paso Bravo                           | Salvatore Rosso                               | Anthony Steffen, Eduardo Fajardo         | I/E       |
| 1968 | Lo straniero di silenzio                           | Der Schrecken von Kung Fu                           | Luigi Vanzi                                   | Tony Anthony, Lloyd Battista             | I/US/J    |
| 1968 | Straniero… fatti il segno della Croce!             | Bekreuzige Dich, Fremder                            | Demofilo Fidani                               | Charles Southwood, Mel Gaines            | I         |
| 1968 | Il suo nome gridava vendetta                       | Django spricht das Nachtgebet                       | Mario Caiano                                  | Anthony Steffen, Robert Hundar           | I         |
| 1968 | Tre croci per non morire                           |                                                     | Sergio Garrone                                | Craig Hill, Ida Galli                    | I         |
| 1968 | Tutto per tutto                                    | Copper Face                                         | Umberto Lenzi                                 | John Ireland, Mark Damon                 | I/E       |
| 1968 | Uno a uno sin piedad                               | Einer nach dem anderen – ohne Erbarmen              | Rafael Romero Marchent                        | Peter Lee Lawrence, Guglielmo Spoletini  | E/I       |
| 1968 | Uno di più all’inferno                             | Django – Melodie in Blei                            | Giovanni Fago                                 | George Hilton, Paolo Gozlino             | I         |
| 1968 | Uno dopo l’altro                                   | Von Django – mit den besten Empfehlungen            | Nick Nostro                                   | Richard Harrison, Pamela Tudor           | I/E       |
| 1968 | La vendetta è il mio perdono                       | Django – sein letzter Gruß                          | Roberto Mauri                                 | Tab Hunter, Erika Blanc                  | I         |
| 1968 | Vendetta per vendetta                              | Rache für Rache                                     | Mario Colucci                                 | John Ireland, Gianni Medici              | I         |
| 1968 | Vendo cara la pelle                                | Zum Abschied noch ein Totenhemd                     | Ettore M. Fizzarotti                          | Mike Marshall, Michèle Girardon          | I         |
| 1968 | I vigliacchi non pregano                           | Schweinehunde beten nicht                           | Mario Siciliano                               | Gianni Garko, Ivan Rassimov              | I/E       |
| 1968 | Vivo per la tua morte                              | Ich bin ein entflohener Kettensträfling             | Camillo Bazzoni                               | Steve Reeves, Rosalba Neri               | I         |
| 1968 | Winnetou und Shatterhand im Tal der Toten          | ~                                                   | Harald Reinl                                  | Lex Barker, Pierre Brice                 | D/I/YU    |
| 1969 | Bonança & C.a                                      |                                                     | Pedro Martins                                 | Eugénio Salvador, Nicolau Breyner        | P         |
| 1969 | La collina degli stivali                           | Hügel der blutigen Stiefel                          | Giuseppe Colizzi                              | Bud Spencer, Terence Hill                | I/E       |
| 1969 | Une corde, un colt                                 | Friedhof ohne Kreuze                                | Robert Hossein                                | Robert Hossein, Michèle Mercier          | F/I       |
| 1969 | … dai nemici mi guardi io!                         | Mein Leben hängt an einem Dollar                    | Mario Amendola                                | Charles Southwood, Julián Mateos         | I/E       |
| 1969 | Los desesperados                                   | Um sie war der Hauch des Todes                      | Julio Buchs                                   | George Hilton, Ernest Borgnine           | E/I       |
| 1969 | Dio perdoni la mia pistola                         | Django – Gott vergib seinem Colt                    | Leopoldo Savona                               | Wayde Preston, Loredana Nusciak          | I         |
| 1969 | Django il bastardo                                 | Django und die Bande der Bluthunde                  | Sergio Garrone                                | Anthony Steffen, Paolo Gozlino           | I         |
| 1969 | E Dio disse a Caino…                               | Satan der Rache                                     | Antonio Margheriti                            | Klaus Kinski, Peter Carsten              | I/D       |
| 1969 | …E vennere in quattro per uccidere Sartana         | Sie kamen zu viert um zu töten                      | Demofilo Fidani                               | Jeff Cameron, Simonetta Vitelli          | I         |
| 1969 | Ehi amico, c’è Sabata… hai chiuso!                 | Sabata                                              | Gianfranco Parolini                           | Lee van Cleef, William Berger            | I         |
| 1969 | Un esercito di 5 uomini                            | Die fünf Gefürchteten                               | Don Taylor, Italo Zingarelli                  | Peter Graves, James Daly                 | I         |
| 1969 | Garringo                                           | Garringo – der Henker                               | Rafael Romero Marchent                        | Anthony Steffen, Peter Lee Lawrence      | I/E       |
| 1969 | Le Juge                                            |                                                     | Jean Girault                                  | Robert Hossein, Pierre Perret            | F/I       |
| 1969 | La legge della violenza                            |                                                     | Gianni Crea                                   | Giorgio Cerioni, Igli Villani            | I/E       |
| 1969 | Lo voglio morto                                    | Django – ich will ihn tot                           | Paolo Bianchini                               | Craig Hill, Lea Massari                  | I/E       |
| 1969 | Una lunga fila di croci                            | Django und Sartana, die tödlichen Zwei              | Sergio Garrone                                | Anthony Steffen, William Berger          | I         |
| 1969 | Odia il prossimo tuo                               | Hasse deinen Nächsten                               | Ferdinando Baldi                              | Spiros Focás, George Eastman             | I         |
| 1969 | L’odio è il mio Dio                                | Il Nero – Haß war sein Gebet                        | Claudio Gora                                  | Tony Kendall, Carlo Giordana             | I/D       |
| 1969 | Passa Sartana… è l’ombra della tua morte           | Sartana – Im Schatten des Todes                     | Demofilo Fidani                               | Jeff Cameron, Benito Pacifico            | I         |
| 1969 | Il pistolero dell’ Ave Maria                       | Seine Kugeln pfeifen das Todeslied                  | Ferdinando Baldi                              | Leonard Mann, Peter Martell              | I/E       |
| 1969 | Il prezzo del potere                               | Blutiges Blei                                       | Tonino Valerii                                | Giuliano Gemma, Van Johnson              | I/E       |
| 1969 | I quattro del Pater Noster                         |                                                     | Ruggero Deodato                               | Paolo Villaggio, Lino Toffolo            | I         |
| 1969 | Quintana                                           | Quintana – Er kämpft um Gerechtigkeit               | Vincenzo Musolino                             | Tony Di Mitri, Celso Faria               | I         |
| 1969 | Los rebeldes de Arizona                            |                                                     | José Maria Zabalza                            | Carlos Quiney, Claudia Gravy             | E         |
| 1969 | Sangue chiama sangue                               |                                                     | Luigi Capuano                                 | Fernando Sancho, Stephen Forsyth         | I         |
| 1969 | Sono Sartana, il vostro becchino                   | Sartana – Töten war sein täglich Brot               | Giuliano Carnimeo                             | Gianni Garko, Frank Wolff                | I         |
| 1969 | La spina dorsale del diavolo                       | Die Höllenhunde                                     | Burt Kennedy                                  | Bekim Fehmiu, John Huston                | I/YU/US   |
| 1969 | La taglia è tua… l’uomo l’ammazzo io               |                                                     | Edoardo Mulargia                              | Robert Woods, Maurizio Bonuglia          | I/E       |
| 1969 | T’ammazzo!… Raccomandati a Dio                     | Django, wo steht Dein Sarg?                         | Osvaldo Civirani                              | George Hilton, John Ireland              | I         |
| 1969 | Tepepa                                             | Tepepa                                              | Giulio Petroni                                | Tomás Milián, Orson Welles               | I/E       |
| 1969 | Testa o croce                                      | Blutrache einer Geschändeten                        | Piero Pierotti                                | John Ericson, Spela Rozin                | I         |
| 1969 | Tödlicher Irrtum                                   | ~                                                   | Konrad Petzold                                | Gojko Mitić, Armin Mueller-Stahl         | DDR       |
| 1969 | Il tredicesimo è sempre Giudà                      |                                                     | Giuseppe Vari                                 | Donald O’Brien, Maurice Poli             | I         |
| 1969 | I tre che sconvolsero il West (Vado, vedo e sparo) | Drei ausgekochte Halunken                           | Enzo G. Castellari                            | Antonio Sabàto, Frank Wolff              | I/E       |
| 1969 | La última aventura del Zorro                       |                                                     | José Luis Merino                              | Charles Quiney, Maria Pia Conte          | E/I       |
| 1969 | El valor de un cobarde                             | Quinto, töte nicht                                  | León Klimovsky                                | Giuseppe Cardillo, Sarah Ross            | I         |
| 1969 | 20.000 dollari sporchi di sangue                   |                                                     | Alberto Cardone                               | Brett Halsey, Fernando Sancho            | I/E       |
| 1969 | Vivi o preferibilmente morti                       | Friß oder stirb                                     | Duccio Tessari                                | Giuliano Gemma, Nino Benvenuti           | I         |
| 1969 | Weiße Wölfe                                        | ~                                                   | Konrad Petzold                                | Gojko Mitić, Horst Schulze               | DDR       |
| 1969 | El Zorro justiciero                                | Zorros Rache                                        | Rafael Romero Marchent                        | Fabio Testi, Carlos Romero Marchent      | E/I       |

## 1970er Jahre
| Jahr | Original-Titel                                               | Deutscher Titel                                    | Regisseur                                                | Hauptdarsteller                            | Land         |
| ---- | ------------------------------------------------------------ | -------------------------------------------------- | -------------------------------------------------------- | ------------------------------------------ | ------------ |
| 1970 | Arizona si scatenò… e li fece fuori tutti!                   | Der Tod sagt Amen                                  | Sergio Martino                                           | Anthony Steffen, Erika Blanc               | I/E          |
| 1970 | Arrivano Django e Sartana…è la fine!                         | Django und Sartana kommen                          | Demofilo Fidani                                          | Hunt Powers, Gordon Mitchell               | I            |
| 1970 | La belva                                                     | Die Bestie                                         | Mario Costa                                              | Klaus Kinski, Giuseppe Cardillo            | I            |
| 1970 | Black Killer                                                 | Black Killer                                       | Carlo Croccolo                                           | Klaus Kinski, Fred Robsahm                 | I            |
| 1970 | Buon funerale amigos… paga Sartana                           | Sartana – noch warm und schon Sand drauf           | Giuliano Carnimeo                                        | Gianni Garko, Daniela Giordano             | I/E          |
| 1970 | Captain Apache                                               | Captain Apache                                     | Alexander Singer                                         | Lee Van Cleef, Carroll Baker               | GB/E         |
| 1970 | C’è Sartana… vendi la pistola e comprati la bara             | Django und Sabata – wie blutige Geier              | Giuliano Carnimeo                                        | George Hilton, Charles Southwood           | I            |
| 1970 | Ciakmull                                                     | Django – Die Nacht der langen Messer               | Enzo Barboni                                             | Leonard Mann, Woody Strode                 | I            |
| 1970 | Deadlock                                                     | ~                                                  | Roland Klick                                             | Mario Adorf, Anthony Dawson                | D            |
| 1970 | La diligencia de los condenados                              | Rancheros                                          | Juan Bosch                                               | Richard Harrison, Fernando Sancho          | E/I          |
| 1970 | Django sfida Sartana                                         |                                                    | Pasquale Squitieri                                       | Giorgio Ardisson, Tony Kendall             | I            |
| 1970 | Ehi amigo, sei morto!                                        | Hey Amigo … Ruhe in Frieden!                       | Paolo Bianchini                                          | Wayde Preston, Rik Battaglia               | I            |
| 1970 | Franco e Ciccio sul sentiero di guerra                       | Zwei Trottel als Revolverhelden                    | Aldo Grimaldi                                            | Franco Franchi, Ciccio Ingrassia           | I            |
| 1970 | Indio black – sai che ti dico: sei un gran figlio di…        | Adios, Sabata                                      | Gianfranco Parolini                                      | Yul Brynner, Dean Reed                     | I            |
| 1970 | Inginocchiati straniero… i cadaveri non fanno ombra!         | Tote werfen keine Schatten                         | Demofilo Fidani                                          | Hunt Powers, Franco Borelli                | I            |
| 1970 | Lo chiamavano Trinità                                        | Die rechte und die linke Hand des Teufels          | Enzo Barboni                                             | Terence Hill, Bud Spencer                  | I            |
| 1970 | Manos torpes                                                 |                                                    | Rafael Romero Marchent                                   | Peter Lee Lawrence, Alberto de Mendoza     | E/I          |
| 1970 | Matalo!                                                      | Willkommen in der Hölle                            | Cesare Canevari                                          | Lou Castel, Corrado Pani                   | I/E          |
| 1970 | La muerte busca un hombre                                    |                                                    | José Luis Merino                                         | Peter Lee Lawrence, Stelvio Rosi           | E/I          |
| 1970 | La notte dei serpenti                                        |                                                    | Giulio Petroni                                           | Luke Askew, Luigi Pistilli                 | I            |
| 1970 | Una nuvola di polvere, un grido di morte… arriva Sartana     | Sartana kommt…                                     | Giuliano Carnimeo                                        | Gianni Garko, Nieves Navarro               | I/E          |
| 1970 | L’oro dei bravados                                           |                                                    | Carlo Romitelli                                          | Giorgio Ardisson, Linda Veras              | I/F          |
| 1970 | Un par de asesinos                                           | … und Santana tötet sie alle                       | Rafael Romero Marchent                                   | Gianni Garko, Guglielmo Spoletini          | E/I          |
| 1970 | Plomo sobre Dallas                                           |                                                    | José Maria Zabalza                                       | Carlos Quiney, Luis Induni                 | E/I          |
| 1970 | Præriens skrappe drenge                                      | Vier tolle Jungs der Prärie                        | Carl Ottosen                                             | Dirch Passer, Ove Sprogøe                  | DK           |
| 1970 | Prega il morto e ammazza il vivo                             | Der Mörder des Klans                               | Giuseppe Vari                                            | Klaus Kinski, Victoria Zinny               | I            |
| 1970 | I quattro pistoleri di Santa Trinità                         |                                                    | Giorgio Cristallini                                      | Peter Lee Lawrence, Ida Galli              | I            |
| 1970 | Quel maledetto giorno d’inverno                              |                                                    | Demofilo Fidani                                          | Hunt Powers, Fabio Testi                   | I            |
| 1970 | Reverendo Colt                                               | Bleigewitter                                       | León Klimovsky                                           | Guy Madison, Richard Harrison              | I/E          |
| 1970 | Reza por tu alma… y muere                                    | Arriva Garringo                                    | Tulio Demicheli                                          | Anthony Steffen, Peter Lee Lawrence        | E/I          |
| 1970 | Roy Colt & Winchester Jack                                   | Drei Halunken und ein Halleluja                    | Mario Bava                                               | Brett Halsey, Charles Southwood            | I            |
| 1970 | Sartana nella valle degli avvoltoi                           | Der Gefürchtete                                    | Roberto Mauri                                            | William Berger, Wayde Preston              | I            |
| 1970 | La sfida dei MacKenna                                        |                                                    | León Klimovsky                                           | John Ireland, Robert Woods                 | I/E          |
| 1970 | Shango la pistola infallibile                                | Shangos letzter Kampf                              | Edoardo Mulargia                                         | Anthony Steffen, Eduardo Fajardo           | I            |
| 1970 | Sledge                                                       | Der Einsame aus dem Westen                         | Vic Morrow                                               | James Garner, Dennis Weaver                | I            |
| 1970 | Speedy Gonzales – Noin 7 veljeksen poika                     |                                                    | Ere Korkkonen                                            | Spede Pasanen, Tirja Markus                | FIN          |
| 1970 | L’uomo chiamato Apocalisse Joe                               | Spiel dein Spiel und töte, Joe                     | Leopoldo Savona                                          | Anthony Steffen, Eduardo Fajardo           | I/E          |
| 1970 | Vamos a matar, companeros                                    | Zwei Companeros                                    | Sergio Corbucci                                          | Franco Nero, Tomás Milián                  | I/E/D        |
| 1970 | I vendicatori dell’Ave Maria                                 | Ein Zirkus und ein Halleluja                       | Adalberto Albertini                                      | Tony Kendall, Alberto Dell’Acqua           | I            |
| 1970 | Viente pasos para la muerte                                  | Dein Leben ist keinen Dollar wert                  | Antonio Mollica, Manuel Esteba                           | Dean Reed, Alberto Farnese                 | E/I          |
| 1970 | Wanted Sabata                                                |                                                    | Roberto Mauri                                            | Brad Harris, Vassili Karis                 | I            |
| 1971 | Abre tu fosa amigo… llega Sartana                            | Zwei Halleluja für den Teufel                      | Juan Bosch                                               | Richard Harrison, Fernando Sancho          | E/I          |
| 1971 | Acquasanta Joe                                               | Weihwasser Joe                                     | Mario Gariazzo                                           | Lincoln Tate, Ty Hardin                    | I            |
| 1971 | Anche per Django le carogne hanno un prezzo                  | Auch Djangos Kopf hat seinen Preis                 | Luigi Batzella                                           | Jeff Cameron, John Desmont                 | I            |
| 1971 | Arriva Durango: paga o muori!                                |                                                    | Roberto Bianchi Montero                                  | Brad Harris, José Torres                   | I            |
| 1971 | Une aventure de Billy le Kid                                 |                                                    | Luc Moullet                                              | Jean-Pierre Léaud, Rachel Kesterberg       | F            |
| 1971 | El bandido Malpelo                                           |                                                    | Giuseppe Maria Scotese                                   | Eduardo Fajardo, George Garvell            | I/E          |
| 1971 | Bastardo… vamos a matar!                                     | Kopfgeld für Chako                                 | Luigi Mangini                                            | George Eastman, Lincoln Tate               | I            |
| 1971 | Blind Man                                                    | Blindman, der Vollstrecker                         | Ferdinando Baldi                                         | Tony Anthony, Ringo Starr                  | I/GB         |
| 1971 | Carlos                                                       | ~                                                  | Hans W. Geißendörfer                                     | Bernhard Wicki, Gottfried John             | D            |
| 1971 | Catlow                                                       | Catlow – Leben ums Verrecken                       | Sam Wanamaker                                            | Yul Brynner, Richard Crenna                | GB           |
| 1971 | Chato’s Land                                                 | Chatos Land                                        | Michael Winner                                           | Charles Bronson, Jack Palance              | GB           |
| 1971 | La collera del vento                                         | Der Teufel kennt kein Halleluja                    | Mario Camus                                              | Terence Hill, Fernando Rey                 | I/E          |
| 1971 | Un colt por cuatro cirios                                    |                                                    | Ignacio F. Iquino                                        | Robert Woods, Chris Huerta                 | E/I          |
| 1971 | Condenados a vivir                                           | Todesmarsch der Bestien                            | Joaquín Luis Romero Marchent                             | Robert Hundar, Emma Cohen                  | E            |
| 1971 | … continuavano a chiamarlo Trinità                           | Vier Fäuste für ein Halleluja                      | Enzo Barboni                                             | Terence Hill, Bud Spencer                  | I            |
| 1971 | El desafío de Pancho Villa                                   | Viva Pancho Villa                                  | Eugenio Martín                                           | Telly Savalas, Clint Walker                | E/GB         |
| 1971 | Un dolár para Sartana                                        | Sando Kid spricht das letzte Halleluja             | Sergio Bergonzelli                                       | Peter Lee Lawrence, Espartaco Santoni      | E/I          |
| 1971 | …E lo chiamarono Spirito Santo                               |                                                    | Roberto Mauri                                            | Vassili Karis, Mimmo Palmara               | I            |
| 1971 | È tornato Sabata… hai chiuso un’altra volta!                 | Sabata kehrt zurück                                | Gianfranco Parolini                                      | Lee Van Cleef, Reiner Schöne               | I/F/D        |
| 1971 | Era Sam Wallash… lo chiamavano “Così Sia”                    |                                                    | Demofilo Fidani                                          | Robert Woods, Dino Strano                  | I            |
| 1971 | Il giorno del giudizio                                       | Zeig mir das Spielzeug des Todes                   | Mario Gariazzo                                           | Ty Hardin, Rossano Brazzi                  | I            |
| 1971 | Giù la testa                                                 | Todesmelodie                                       | Sergio Leone                                             | Rod Steiger, James Coburn                  | I            |
| 1971 | Giù le mani… carogna (Django story)                          | Halleluja pfeift das Lied vom Sterben              | Demofilo Fidani                                          | Hunt Powers, Gordon Mitchell               | I            |
| 1971 | Giunse Ringo e… fu tempo di massacro                         |                                                    | Mario Pinzauti                                           | Jean Louis, Mickey Hargitay                | I            |
| 1971 | Gli fumavano le colt… lo chiamarono Camposanto               | Ein Halleluja für Camposanto                       | Giuliano Carnimeo                                        | Gianni Garko, William Berger               | I            |
| 1971 | Guld til præriens skrappe drenge                             |                                                    | Finn Karlsson                                            | Dirch Passer, Willy Rathnov                | DK           |
| 1971 | Hannie Caulder                                               | In einem Sattel mit dem Tod                        | Burt Kennedy                                             | Raquel Welch, Robert Culp                  | GB           |
| 1971 | Hirttämättömät                                               |                                                    | Spede Pasanen                                            | Spede Pasanen, Vesa-Matti Loiri            | FIN          |
| 1971 | The Hunting Party                                            | Leise weht der Wind des Todes                      | Don Medford                                              | Oliver Reed, Gene Hackman                  | GB           |
| 1971 | In nome del padre, del figlio e della Colt                   |                                                    | Mario Bianchi                                            | Craig Hill, Nuccia Cardinali               | I/E          |
| 1971 | Ein langer Ritt nach Eden                                    | ~                                                  | Günter Hendel                                            | Günter Hendel, Ingrid Steeger              | D            |
| 1971 | Lawman                                                       | Lawman                                             | Michael Winner                                           | Burt Lancaster, Robert Ryan                | GB           |
| 1971 | Lo chiamavano King                                           |                                                    | Carlo Romitelli                                          | Richard Harrison, Klaus Kinski             | I            |
| 1971 | Man in the Wilderness                                        | Ein Mann in der Wildnis                            | Richard C. Sarafian                                      | Richard Harris, John Huston                | GB           |
| 1971 | Il mio nome è Mallore, 'M' come morte                        | Django – Unerbittlich bis zum Tod                  | Mario Moroni                                             | Robert Woods, Gabriella Giorgelli          | I            |
| 1971 | Monta in sella, figlio di…                                   |                                                    | Tonino Ricci                                             | Mark Damon, Rosalba Neri                   | I/E          |
| 1971 | Osceola                                                      | ~                                                  | Konrad Petzold                                           | Gojko Mitić, Horst Schulze                 | DDR          |
| 1971 | Per una bara piena di Dollari                                | Für einen Sarg voller Dollars                      | Demofilo Fidani                                          | Hunt Powers, Klaus Kinski                  | I            |
| 1971 | Les Pétroleuses                                              | Petroleum-Miezen                                   | Christian-Jaque                                          | Claudia Cardinale, Brigitte Bardot         | F/I/E/GB     |
| 1971 | Una pistola per cento croci                                  | Django, eine Pistole für hundert Kreuze            | Carlo Croccolo                                           | Tony Kendall, Marina Rabissi               | I            |
| 1971 | Quel maledetto giorno della resa dei conti                   | Django – Tag der Abrechnung                        | Sergio Garrone                                           | George Eastman, Ty Hardin                  | I            |
| 1971 | Quelle sporche anime dannate                                 |                                                    | Paolo Solvay                                             | Jeff Cameron, Donald O’Brien               | I            |
| 1971 | Rimase solo e fù la morte per tutte                          | Dakota – Nur der Colt war sein Gesetz              | Edoardo Mulargia                                         | Tony Kendall, Jean Louis                   | I            |
| 1971 | Se t’incontro t’ammazzo                                      | Unerbittlich bis ins Grab                          | Gianni Crea                                              | Gordon Mitchell, Donald O’Brien            | I            |
| 1971 | I senza Dio                                                  | Rache in El Paso                                   | Roberto Bianchi Montero                                  | Antonio Sabàto, Chris Avram                | I/E          |
| 1971 | I sette del gruppo selvaggio                                 | Der Ritt zur Hölle                                 | Gianni Crea                                              | Dino Strano, Femi Benussi                  | I            |
| 1971 | Il sole sotto la terra                                       | Knie nieder und friß Staub                         | Aldo Florio                                              | Fabio Testi, Charo Lopez                   | I/E          |
| 1971 | Soleil rouge                                                 | Rivalen unter roter Sonne                          | Terence Young                                            | Charles Bronson, Toshirō Mifune            | F/E/I        |
| 1971 | Spara Joe… e così sia!                                       |                                                    | Emilio P. Miraglia                                       | Richard Harrison, José Torres              | I/E          |
| 1971 | Il suo nome era Pot… ma… lo chiamavano Allegria              | Sein Name war Pot – aber sie nannten ihn Halleluja | Demofilo Fidani                                          | Peter Martell, Lincoln Tate                | I            |
| 1971 | Tara Pokì                                                    |                                                    | Amasi Damiani                                            | Mino Reitano, Aliza Adar                   | I            |
| 1971 | Testa t’ammazzo, croce… sei morto! Mi chiamano Alleluja      | Man nennt mich Halleluja                           | Giuliano Carnimeo                                        | George Hilton, Charles Southwood           | I            |
| 1971 | A Town Called Hell                                           | Kein Requiem für San Bastardo                      | Robert Parrish                                           | Telly Savalas, Robert Shaw                 | GB/E         |
| 1971 | Tu fosa sera la exacta… amigo                                | Meine Kanone, mein Pferd… und deine Witwe          | Juan Bosch                                               | Craig Hill, Claudie Lange                  | E/I          |
| 1971 | Uccidi Django… uccidi per primo!!!                           |                                                    | Sergio Garrone                                           | Giacomo Rossi Stuart, Krista Nell          | I            |
| 1971 | Un uomo chiamato Dakota                                      |                                                    | Mario Sabatini                                           | Anthony Freeman, Gordon Mitchell           | I            |
| 1971 | Vamos a matar Sartana                                        |                                                    | Mario Pinzauti                                           | George Martin, Isarco Ravaioli             | I/E          |
| 1971 | 20.000 dólares por un cadáver                                |                                                    | José Maria Zabalza                                       | Miguel de la Riva, Dianik Zurakowska       | E            |
| 1971 | La vendetta è un piatto che si serve freddo                  | Drei Amen für den Satan                            | Pasquale Squitieri                                       | Leonard Mann, Ivan Rassimov                | I            |
| 1971 | Viva la muerte… tua!                                         | Zwei wilde Companeros                              | Duccio Tessari                                           | Franco Nero, Eli Wallach                   | I/E/D        |
| 1971 | W Django!                                                    | Ein Fressen für Django                             | Edoardo Mulargia                                         | Anthony Steffen, Glauco Onorato            | I            |
| 1971 | …y seguian robandose el milion de Dolares                    | Matalo                                             | Eugenio Martín                                           | Lee Van Cleef, James Mason                 | E/I/F        |
| 1971 | El Zorro, caballero de la justicia                           |                                                    | José Luis Merino                                         | Charles Quiney, Malisa Longo               | E/I          |
| 1972 | Al di là dell’odio…                                          |                                                    | Alessandro Santini                                       | Jeff Cameron, Stefania Nelli               | I            |
| 1972 | Allegri becchini… arriva Trinità                             |                                                    | Ferdinando Merighi                                       | Dino Strano, Maily Doria                   | I            |
| 1972 | Alleluja e Sartana, figli di.. Dio                           | 100 Fäuste und ein Vaterunser                      | Mario Siciliano                                          | Ron Ely, Uschi Glas                        | I/D          |
| 1972 | Amico, stammi lontano almeno un palmo                        | Ben und Charlie                                    | Michele Lupo                                             | Giuliano Gemma, George Eastman             | I            |
| 1972 | Los amigos                                                   | Das Lied von Mord und Totschlag                    | Paolo Cavara                                             | Anthony Quinn, Franco Nero                 | I/E          |
| 1972 | Un animale chiamato… uomo!                                   |                                                    | Roberto Mauri                                            | Vassili Karis, Gillian Bray                | I            |
| 1972 | Les Aventures galantes de Zorro                              | Zorro – Spiel mir das Lied der Wollust             | Gilbert Roussel                                          | Jean-Michel Dhermay, Evelyne Scott         | F/B          |
| 1972 | Bada alla tua pelle Spirito Santo!                           |                                                    | Roberto Mauri                                            | Vassili Karis, Craig Hill                  | I            |
| 1972 | Una bala marcada                                             |                                                    | Juan Bosch                                               | Peter Lee Lawrence, Maria Pia Conte        | E/I          |
| 1972 | La banda J. & S. – cronaca criminale del far West            | Die rote Sonne der Rache                           | Sergio Corbucci                                          | Tomás Milián, Susan George                 | I/D/E        |
| 1972 | Un bounty killer à Trinità                                   | Kopfgeld für einen Killer                          | Oscar Santaniello (in der Realität: Aristide Massaccesi) | Jeff Cameron, Enzo Pulcrano                | I            |
| 1972 | Los buitres cavarán tu fosa                                  |                                                    | Juan Bosch                                               | Craig Hill, Fernando Sancho                | E/I          |
| 1972 | The Call of the Wild                                         | Ruf der Wildnis                                    | Ken Annakin                                              | Charlton Heston, Raimund Harmstorf         | GB/D/F/I/N/E |
| 1972 | La caza del oro                                              | Zwei ausgekochte Halunken                          | Juan Bosch                                               | Anthony Steffen, Daniel Martin             | E/I          |
| 1972 | Charley One-Eye                                              | Unter tödlicher Sonne                              | Don Chaffey                                              | Richard Roundtree, Roy Thinnes             | GB           |
| 1972 | Il colt era il suo Dio                                       | Nur der Colt war sein Gott                         | Paolo Solvay                                             | Jeff Cameron, Krista Nell                  | I/D          |
| 1972 | Una colt in mano al diavolo                                  |                                                    | Gianfranco Baldanello                                    | Robert Woods, William Berger               | I            |
| 1972 | Così sia                                                     | Dein Wille geschehe, Amigo                         | Alfio Caltabiano                                         | Luc Merenda, Sydne Rome                    | I            |
| 1972 | Una cuerda al amanecer                                       |                                                    | Manuel Esteba                                            | Pierre Brice, Fernando Sancho              | E/I          |
| 1972 | Un dólar de recompensa                                       |                                                    | Rafael Romero Marchent                                   | Peter Lee Lawrence, Orchidea De Santis     | E/I          |
| 1972 | I 2 figli dei Trinità                                        | Die Söhne der Dreieinigkeit                        | Osvaldo Civirani                                         | Franco Franchi, Ciccio Ingrassia           | I            |
| 1972 | …e alla fine lo chiamarono Jerusalem l’implacabile           | Bratpfanne Kaliber 38                              | Tonino Secchi                                            | Scott Holden, Keenan Wynn                  | I            |
| 1972 | …E il terzo giorno arrivò il Corvo                           | Crow                                               | Gianni Crea                                              | Lincoln Tate, William Berger               | I            |
| 1972 | … e poi lo chiamarono Il Magnifico                           | Verflucht, verdammt und Halleluja                  | Enzo Barboni                                             | Terence Hill, Gregory Walcott              | I/F/YU       |
| 1972 | Giù la testa… hombre!                                        | Adios Companeros                                   | Demofilo Fidani                                          | Hunt Powers, Jeff Cameron                  | I            |
| 1972 | Il giustiziere di Dio                                        |                                                    | Franco Lattanzi                                          | William Berger, Donald O’Brien             | I            |
| 1972 | Il grande duello                                             | Drei Vaterunser für vier Halunken                  | Giancarlo Santi                                          | Lee Van Cleef, Horst Frank                 | I/D/F        |
| 1972 | Hai sbagliato… dovevi uccidermi subito!                      |                                                    | Mario Bianchi                                            | Robert Woods, Frank Braña                  | I/E          |
| 1972 | Un hombre llamado Noon                                       | Der Mann aus El Paso                               | Peter Collinson                                          | Richard Crenna, Stephen Boyd               | E/GB/I       |
| 1972 | Jesse & Lester – due fratelli in un posto chiamato Trinità   | Ein Halleluja für zwei linke Brüder                | Richard Harrison                                         | Richard Harrison, Donald O’Brien           | I            |
| 1972 | Judas… ¡toma tus monedas!                                    |                                                    | Alfonso Balcázar                                         | George Martin, Vittorio Richelmy           | E/I          |
| 1972 | Küçük Kovboy                                                 |                                                    | Guido Zurli                                              | İlker İnanoğlu, Cüneyt Arkin               | TR/I         |
| 1972 | Lo ammazzò come un cane, ma… lui rideva ancora               |                                                    | Elo Pannacciò                                            | Michael Forest, Giuseppe Cardillo          | I            |
| 1972 | Lo chiamavano Tresette… giocava sempre col morto             | Kennst Du das Land, wo blaue Bohnen blüh’n?        | Giuliano Carnimeo                                        | George Hilton, Chris Huerta                | I            |
| 1972 | Lo chiamavano Verità                                         |                                                    | Luigi Perelli                                            | Mark Damon, Pasquale Nigro                 | I            |
| 1972 | La lunga cavalcata della vendetta                            | Djangos blutige Spur                               | Tanio Boccia                                             | Richard Harrison, Anita Ekberg             | I            |
| 1972 | Il magnifico West                                            |                                                    | Gianni Crea                                              | Vassili Karis, Lorenzo Fineschi            | I            |
| 1972 | El más fabuloso golpe del Far West                           |                                                    | José Antonio de la Loma                                  | Mark Edwards, Carmen Sevilla               | E/F/I        |
| 1972 | Ninguno de los tres se llamaba Trinidad                      |                                                    | Pedro Luis Ramírez                                       | Daniel Martin, Chris Huerta                | E            |
| 1972 | Nybyggarna                                                   | Das neue Land                                      | Jan Troell                                               | Max von Sydow, Liv Ullmann                 | S            |
| 1972 | Mamma mia è arrivato Così Sia                                |                                                    | Alfio Caltabiano                                         | Luc Merenda, Alfio Caltabiano              | I            |
| 1972 | El retorno di Clint el solitario                             | Ein Einsamer kehrt zurück                          | George Martin, Alfonso Balcázar                          | George Martin, Klaus Kinski                | E/I          |
| 1972 | Scansati… a Trinità arriva Eldorado                          | Arriva Eldorado                                    | Diego Spataro (realiter: Aristide Massaccesi)            | Stelvio Rosi, Gordon Mitchell              | I            |
| 1972 | Lo sceriffo di Rockspring                                    |                                                    | Mario Sabatini                                           | Richard Harrison, Donald O’Brien           | I            |
| 1972 | Der Schrei der schwarzen Wölfe                               | ~                                                  | Harald Reinl                                             | Ron Ely, Raimund Harmstorf                 | D            |
| 1972 | Sei jellato, amico, hai incontrato Sacramento                | Man nennt ihn Sacramento                           | Giorgio Cristallini                                      | Ty Hardin, Christian Hay                   | I            |
| 1972 | Seminò la morte… lo chiamavano il Castigo di Dio!            | Er säte den Tod                                    | Roberto Mauri                                            | Brad Harris, Franco Pasquetto              | I            |
| 1972 | Si può fare… amigo!                                          | Halleluja… Amigo                                   | Maurizio Lucidi                                          | Bud Spencer, Jack Palance                  | I/E/F        |
| 1972 | Spirito Santo e le 5 magnifiche canaglie                     |                                                    | Roberto Mauri                                            | Vassili Karis, Remo Capitani               | I            |
| 1972 | Tecumseh                                                     | ~                                                  | Hans Kratzert                                            | Gojko Mitić, Annekathrin Bürger            | DDR          |
| 1972 | Tedeum                                                       | Tedeum – Jeder Hieb ein Prankenschlag              | Enzo G. Castellari                                       | Jack Palance, Giancarlo Prete              | I/E          |
| 1972 | Trinità e Sartana, figli di…!                                | Ein Hosianna für zwei Halunken                     | Mario Siciliano                                          | Alberto Dell’Acqua, Harry Baird            | I            |
| 1972 | Tschetan, der Indianerjunge                                  | ~                                                  | Hark Bohm                                                | Dschingis Bowakow, Marquard Bohm           | D            |
| 1972 | Tutti fratelli nel West… per parte di padre                  | Fünf Klumpen Gold                                  | Sergio Grieco                                            | Antonio Sabàto, Marisa Mell                | I/E/D        |
| 1972 | Una ragione per vivere e una per morire                      | Sie verkaufen den Tod                              | Tonino Valerii                                           | James Coburn, Bud Spencer                  | I/E/F/D      |
| 1972 | Uomo avvisato, mezzo ammazzato… parola di Spirito Santo      | Ein Halleluja für Spirito Santo                    | Giuliano Carnimeo                                        | Gianni Garko, Chris Huerta                 | I/E          |
| 1972 | Il venditore di morte                                        | 1000 Dollar Kopfgeld                               | Vincenzo Gicca Palli                                     | Gianni Garko, Klaus Kinski                 | I            |
| 1972 | La vita a volte è molto dura, vero Provvidenza?              | Providenza! – Mausefalle für zwei schräge Vögel    | Giulio Petroni                                           | Tomás Milián, Gregg Palmer                 | I/F/D        |
| 1972 | Il West ti va stretto, amico… è arrivato Alleluja            | Beichtet Freunde, Halleluja kommt                  | Giuliano Carnimeo                                        | George Hilton, Lincoln Tate                | I/F/D        |
| 1972 | Zanna Bianca                                                 | Jack London: Wolfsblut                             | Lucio Fulci                                              | Franco Nero, Virna Lisi                    | I/F/E        |
| 1973 | …altrimenti vi ammucchiamo                                   |                                                    | Yeung Man Yi                                             | William Berger, Donald O’Brien             | I/HON        |
| 1973 | Amico mio….frega tu…che frego io!                            | Colorado – Zwei Halunken im Goldrausch             | Demofilo Fidani                                          | Ettore Manni, Bud Randall                  | I            |
| 1973 | Apachen                                                      | ~                                                  | Gottfried Kolditz                                        | Gojko Mitić, Milan Beli                    | DDR          |
| 1973 | Blu Gang                                                     |                                                    | Luigi Bazzoni                                            | Jack Palance, Guido Mannari                | I/F          |
| 1973 | Die blutigen Geier von Alaska                                | ~                                                  | Harald Reinl                                             | Doug McClure, Harald Leipnitz              | D            |
| 1973 | Campa carogna… la taglia cresce                              | Vier Teufelskerle                                  | Giuseppe Rosati                                          | Stephen Boyd, Gianni Garko                 | I/E          |
| 1973 | Carambola                                                    | Vier Fäuste schlagen wieder zu                     | Ferdinando Baldi                                         | Paul L. Smith, Antonio Cantafora           | I            |
| 1973 | C’era una volta questo pazzo pazzo west                      |                                                    | Vincenzo Matassi                                         | Gordon Mitchell, Benito Pacifico           | I            |
| 1973 | Che c’entriamo noi con la rivoluzione?                       | Bete, Amigo!                                       | Sergio Corbucci                                          | Vittorio Gassman, Paolo Villaggio          | I/E          |
| 1973 | Ci risiamo, vero Provvidenza?                                |                                                    | Alberto de Martino                                       | Tomás Milián, Carole André                 | I/E/F        |
| 1973 | Corte marziale                                               |                                                    | Roberto Mauri                                            | Vassili Karis, Salvatore Billa             | I            |
| 1973 | Dans la poussière du soleil                                  |                                                    | Richard Balducci                                         | Maria Schell, Bob Cunningham               | F            |
| 1973 | …E così divennero i tre supermen del West                    |                                                    | Italo Martinenghi                                        | George Martin, Sal Borgese                 | I/E          |
| 1973 | Los fabulosos de Trinidad                                    | Whisky, Plattfüße und harte Fäuste                 | Ignacio F. Iquino                                        | Richard Harrison, Fernando Sancho          | E/I          |
| 1973 | Il figlio di Zorro                                           | Zorro junior                                       | Gianfranco Baldanello                                    | Alberto Dell’Acqua, Fernando Sancho        | I/E          |
| 1973 | Les filles du Golden Saloon                                  |                                                    | Gilbert Roussel                                          | Sandra Julien, Evelyne Scott               | B/F          |
| 1973 | Kid, il monello del West                                     | Little Kid und seine kesse Bande                   | Roberto Amoroso                                          | Andrea Balestri, Flavio Colombaioni        | I            |
| 1973 | Le llamaban Calamidad                                        |                                                    | Alfonso Balcázar                                         | Michael Forest, Gigi Bonos                 | E/I          |
| 1973 | Mi chiamavano Requiescat… ma avevano sbagliato               | Sing mir das Lied der Rache                        | Mario Bianchi                                            | Alan Steel, William Berger                 | I/E          |
| 1973 | Il mio nome è Nessuno                                        | Mein Name ist Nobody                               | Tonino Valerii                                           | Terence Hill, Henry Fonda                  | I/F/D        |
| 1973 | Il mio nome è Shanghai Joe                                   | Der Mann mit der Kugelpeitsche                     | Mario Caiano                                             | Chen Lee, Klaus Kinski                     | I            |
| 1973 | Partirono preti, tornarono… curati                           |                                                    | Bianco Manini                                            | Lionel Stander, Riccardo Salvino           | I            |
| 1973 | Posate le pistole, reverendo                                 | Pizza, Pater und Pistolen                          | Leopoldo Savona                                          | Mark Damon, Rosario Borelli                | I            |
| 1973 | Sei bounty killers per una strage                            | Zahl und stirb                                     | Franco Lattanzi                                          | Donald O’Brien, Robert Woods               | I            |
| 1973 | Sentivano uno strano, eccitante, pericoloso puzzo di Dollari | Der Barmherzige mit den schnellen Fäusten          | Italo Alfaro                                             | Robert Malcolm, Piero Vida                 | I            |
| 1973 | Sette monache a Kansas City                                  | Nonnen, Gold und Gin                               | Marcello Zeani                                           | Ugo Fangareggi, Vincenzo Maggio            | I            |
| 1973 | Storia di karate, pugni e fagioli                            | Fäuste – Bohnen und… Karate!                       | Tonino Ricci                                             | Dean Reed, Iwao Yoshioka                   | I/E          |
| 1973 | Tequila!                                                     | Fuzzy, halt die Ohren steif!                       | Tulio Demicheli                                          | Anthony Steffen, Roberto Camardiel         | I/E          |
| 1973 | Tutti per uno… botte per tutti                               | Alle für einen – Prügel für alle                   | Bruno Corbucci                                           | Giancarlo Prete, George Eastman            | I/D/E        |
| 1973 | Valdez il mezzosangue                                        | Wilde Pferde                                       | John Sturges                                             | Charles Bronson, Jill Ireland              | I/E/F        |
| 1973 | Verflucht dies Amerika                                       | ~                                                  | Volker Vogeler                                           | Arthur Brauss, Francisco Algora            | D/E          |
| 1973 | Всадник без головы                                           | Reiter ohne Kopf                                   | Wladimir Wainschtok                                      | Oleg Widow, Ljudmila Saweljewa             | URS          |
| 1974 | L’arrière-train sifflera trois fois                          |                                                    | Jean-Marie Pallardy                                      | Jean-Marie Pallardy, Willeke van Ammelrooy | F            |
| 1974 | Ay, ay, Sheriff                                              | ~                                                  | Rolf Olsen                                               | Hans-Joachim Kulenkampff                   | D            |
| 1974 | Carambola filotto… tutti in buca                             | Vier Fäuste und ein heißer Ofen                    | Ferdinando Baldi                                         | Paul L. Smith, Antonio Cantafora           | I            |
| 1974 | Convoi de femmes                                             | Convoy der Frauen                                  | Pierre Chevalier                                         | Yul Sanders, Michel Charrel                | F/I          |
| 1974 | Dallas                                                       | Fäuste wie Dynamit                                 | Juan Bosch                                               | Anthony Steffen, Fernando Sancho           | E/I          |
| 1974 | Di Tresette ce n’è uno, tutti gli altri son nessuno          | Dicke Luft in Sacramento                           | Giuliano Carnimeo                                        | George Hilton, Chris Huerta                | I            |
| 1974 | Dieci bianchi uccisi da un piccolo Indiano                   | Zehn Cowboys und ein Indianerboy                   | Gianfranco Baldanello                                    | Fabio Testi, John Ireland                  | I/E          |
| 1974 | Fantasma en el Oeste                                         |                                                    | Antonio Margheriti                                       | Alberto Terracina, Fernando Bilbao         | E/I          |
| 1974 | Kit & Co                                                     | ~                                                  | Konrad Petzold                                           | Dean Reed, Rolf Hoppe                      | DDR/URS/TCH  |
| 1974 | Più forte sorelle                                            | Drei Nonnen auf dem Weg zur Hölle                  | Renzo Girolami                                           | Lincoln Tate, Gabriella Farinon            | I            |
| 1974 | I quattro dell’apocalisse                                    | Verdammt zu leben – verdammt zu sterben            | Lucio Fulci                                              | Fabio Testi, Tomás Milián                  | I            |
| 1974 | Règlements de femmes à OQ Corral                             |                                                    | Jean-Marie Pallardy                                      | Willeke van Ammelrooy, Alice Arno          | F            |
| 1974 | Il ritorno di Zanna Bianca                                   | Die Teufelsschlucht der wilden Wölfe               | Lucio Fulci                                              | Franco Nero, Raimund Harmstorf             | I/F/D        |
| 1974 | Touchez pas la femme blanche                                 | Berühre nicht die weiße Frau                       | Marco Ferreri                                            | Marcello Mastroianni, Catherine Deneuve    | F/I          |
| 1974 | Ulzana                                                       | ~                                                  | Gottfried Kolditz                                        | Gojko Mitić, Renate Blume                  | DDR          |
| 1975 | Ah sì? E io lo dico a Zzzzorro!                              |                                                    | Franco Lo Cascio                                         | George Hilton, Lionel Stander              | I/E          |
| 1975 | Il Bianco il Giallo il Nero                                  | Stetson – Drei Halunken erster Klasse              | Sergio Corbucci                                          | Giuliano Gemma, Tomás Milián               | I/E/F        |
| 1975 | Blutsbrüder                                                  | ~                                                  | Werner W. Wallroth                                       | Dean Reed, Gojko Mitić                     | DDR          |
| 1975 | Che botte, ragazzi!                                          | Zwei durch dick und dünn                           | Adalberto Albertini                                      | Klaus Kinski, Chen Lie                     | I/D          |
| 1975 | Cipolla colt                                                 | Zwiebel-Jack räumt auf                             | Enzo G. Castellari                                       | Franco Nero, Martin Balsam                 | I/E/D        |
| 1975 | Un genio, due compari, un pollo                              | Nobody ist der Größte                              | Damiano Damiani                                          | Terence Hill, Miou-Miou                    | I/D/E        |
| 1975 | Get mean                                                     | Time Breaker                                       | Ferdinando Baldi                                         | Tony Anthony, Lloyd Battista               | I            |
| 1975 | Giubbe rosse                                                 | Die Rotröcke                                       | Aristide Massaccesi                                      | Fabio Testi, Guido Mannari                 | I            |
| 1975 | I död mans spår                                              |                                                    | Mats Helge                                               | Carl-Gustaf Lindstedt, Isabella Karliff    | S            |
| 1975 | Là dove non batte il sole                                    | In meiner Wut wieg’ ich vier Zentner               | Antonio Margheriti                                       | Lee Van Cleef, Lo Lieh                     | I/E/HON/US   |
| 1975 | Noi non siamo angeli                                         | Wir sind die Stärksten                             | Gianfranco Parolini                                      | Paul L. Smith, Antonio Cantafora           | I            |
| 1975 | L’ostaggio                                                   |                                                    | Luigi Valanzano                                          | Aldo Ballanti, Tony Biccari                | I            |
| 1975 | La parola di un fuorilegge … è legge!                        | Einen vor den Latz geknallt                        | Antonio Margheriti                                       | Lee Van Cleef, Jim Brown                   | I/US         |
| 1975 | La pazienza ha un limite… noi no!                            |                                                    | Franco Ciferri                                           | Peter Martell, Sal Borgese                 | I/E          |
| 1975 | Potato Fritz                                                 | ~                                                  | Peter Schamoni                                           | Hardy Krüger, Stephen Boyd                 | D            |
| 1975 | Prima ti suono e poi ti sparo                                | Zwei tolle Hechte – Wir sind die Größten           | Franz Antel                                              | George Hilton, Rinaldo Talamonti           | I/A          |
| 1975 | Il richiamo del lupo                                         | Die Spur des Wolfes                                | Gianfranco Baldanello                                    | Jack Palance, Joan Collins                 | I/E          |
| 1975 | Si quieres vivir… dispara                                    |                                                    | José María Elorrieta                                     | James Philbrook, Frank Braña               | E            |
| 1975 | Il sogno di Zorro                                            |                                                    | Mariano Laurenti                                         | Franco Franchi, Paola Tedesco              | I            |
| 1975 | La spacconata                                                | Whisky und die Goldgräber                          | Alfonso Brescia                                          | Robert Woods, Pedro Sanchez                | I            |
| 1975 | Das Tal der tanzenden Witwen                                 | ~                                                  | Volker Vogeler                                           | Harry Baer, Léonie Thelen                  | D/E          |
| 1975 | La tigre venuta dal fiume Kwai                               | Der Tiger vom Kwai                                 | Franco Lattanzi                                          | Krung Srivilai, Gordon Mitchell            | I            |
| 1975 | Zanna Bianca alla riscossa                                   | Wolfsblut greift ein                               | Tonino Ricci                                             | Maurizio Merli, Gisela Hahn                | I            |
| 1975 | Zanna Bianca e il cacciatore solitario                       | Von Wölfen gehetzt                                 | Alfonso Brescia                                          | Robert Woods, Pedro Sanchez                | I            |
| 1975 | Zorro                                                        | Zorro                                              | Duccio Tessari                                           | Alain Delon, Stanley Baker                 | I/F          |
| 1976 | California                                                   | Der Mann aus Virginia                              | Michele Lupo                                             | Giuliano Gemma, Raimund Harmstorf          | I/E          |
| 1976 | Diamante lobo                                                | Der Colt Gottes                                    | Gianfranco Parolini                                      | Lee Van Cleef, Richard Boone               | I/ISR        |
| 1976 | Keoma                                                        | Keoma – Das Lied des Todes                         | Enzo G. Castellari                                       | Franco Nero, Woody Strode                  | I            |
| 1976 | Trini                                                        | Stirb für Zapata                                   | Walter Beck                                              | Gunnar Helm, Giso Weißbach                 | DDR          |
| 1977 | Un autre homme, une autre chance                             | Ein anderer Mann, eine andere Frau                 | Claude Lelouch                                           | James Caan, Geneviève Bujold               | F/CDN        |
| 1977 | Una donna chiamata 'Apache'                                  | Apache Woman                                       | Giorgio Mariuzzo                                         | Al Cliver, Clara Hopf                      | I            |
| 1977 | El Macho                                                     |                                                    | Marcello Andrei                                          | Carlos Monzón, George Hilton               | I            |
| 1977 | Mannaja                                                      | Mannaja – Das Beil des Todes                       | Sergio Martino                                           | Maurizio Merli, John Steiner               | I            |
| 1977 | Вооружён и очень опасен                                      | Durch den wilden Westen                            | Wladimir Wainschtok                                      | Donatas Banionis, Ludmilla Sentschina      | URS          |
| 1978 | Amore, piombo e furore                                       |                                                    | Monte Hellman                                            | Fabio Testi, Jenny Agutter                 | I/E          |
| 1978 | La ciudad maldita                                            |                                                    | Juan Bosch                                               | Chet Bacon, Diana Lorys                    | E/I          |
| 1978 | Profetul, aurul şi ardelenii                                 | Gesucht wird: Johnny                               | Dan Pita                                                 | Ilarion Ciobanu, Ovidiu Iuliu Moldovan     | R            |
| 1978 | Sella d’argento                                              | Silbersattel                                       | Lucio Fulci                                              | Giuliano Gemma, Sven Valsecchi             | I            |
| 1978 | Severino                                                     | ~                                                  | Claus Dobberke                                           | Gojko Mitić, Violeta Andrei                | DDR/R        |
| 1978 | Zanna Bianca e il grande Kid                                 |                                                    | Vito Bruschini                                           | Tony Kendall, Fabrizio Marani              | I            |
| 1979 | Blauvogel                                                    | ~                                                  | Ulrich Weiß                                              | Gabriel Osieciuc, Robin Jäger              | DDR/R        |
| 1979 | Eagle’s Wing                                                 | Adlerflügel                                        | Anthony Harvey                                           | Martin Sheen, Sam Waterston                | GB           |
| 1979 | 7 cabalgan hacía la muerte                                   |                                                    | José Luis Merino                                         | Luis Rosillo, Assumpta Serna               | E            |

## Ab 1980
| Jahr | Original-Titel                                 | Deutscher Titel                            | Regisseur                      | Hauptdarsteller                                     | Land    |
| ---- | ---------------------------------------------- | ------------------------------------------ | ------------------------------ | --------------------------------------------------- | ------- |
| 1980 | Artista, dolarii și ardelenii                  | Johnny schießt quer                        | Mircea Veroiu                  | Ilarion Ciobanu, Mircea Diaconu                     | R       |
| 1980 | L’occhio alla penna                            | Eine Faust geht nach Westen                | Michele Lupo                   | Bud Spencer, Amidou                                 | I/D     |
| 1981 | Chicano                                        |                                            | José Truchado                  | Guillermo Antón, Max Boulois                        | E       |
| 1981 | Comin’ at ya!                                  | Alles fliegt dir um die Ohren              | Ferdinando Baldi               | Tony Anthony, Victoria Abril                        | I/E     |
| 1981 | El lobo negro                                  |                                            | Rafael Romero Marchent         | Fernando Allende, Esperanza Roy                     | E       |
| 1981 | Pruncul, petrolul și ardelenii                 | Wir werden das Kind schon schaukeln        | Dan Pita                       | Ilarion Ciobanu, Mircea Diaconu                     | R       |
| 1981 | Sing, Cowboy, sing                             | ~                                          | Dean Reed                      | Dean Reed, Václav Neckár                            | DDR     |
| 1981 | La venganza del Lobo Negro                     |                                            | Rafael Romero Marchent         | Fernando Allende, Carlos Ballesteros                | E       |
| 1982 | Der lange Ritt zur Schule                      | ~                                          | Rolf Losansky                  | Frank Trager, Gojko Mitić                           | DDR     |
| 1983 | Al Oeste de Río Grande                         |                                            | José María Zabalza             | Aldo Sambrell, Cándida López                        | E       |
| 1983 | Der Scout                                      | ~                                          | Konrad Petzold                 | Gojko Mitić, Klaus Manchen                          | DDR/MON |
| 1983 | Thunder                                        | Thunder                                    | Fabrizio De Angelis            | Mark Gregory, Bo Svenson                            | I       |
| 1984 | Al Este del Oeste                              |                                            | Mariano Ozores                 | Juanito Navarro, Fernando Esteso                    | E       |
| 1984 | Cane arrabbiato                                | Sag’ nie wieder Indio                      | Fabrizio De Angelis            | John Ethan Wayne, Ernest Borgnine                   | I       |
| 1984 | Louisiane                                      |                                            | Philippe de Broca              | Margot Kidder, Ian Charleson                        | F       |
| 1985 | Arrapaho                                       |                                            | Ciro Ippolito                  | Alfredo Cerruti, Tini Cansino                       | I       |
| 1985 | Atkins                                         | ~                                          | Helge Trimpert                 | Oleg Borissow, Peter Zimmermann                     | DDR/R   |
| 1985 | Tex e il Signore degli abissi                  | Tex und das Geheimnis der Todesgrotten     | Duccio Tessari                 | Giuliano Gemma, William Berger                      | I       |
| 1985 | Thunder II                                     | Thunder 2                                  | Fabrizio De Angelis            | Mark Gregory, Raimund Harmstorf                     | I       |
| 1986 | Scalps                                         | Scalps                                     | Bruno Mattei                   | Vassili Karis, Mapi Galán                           | I/E     |
| 1987 | Bianco Apache                                  | Der weiße Apache – Die Rache des Halbbluts | Bruno Mattei                   | Sebastian Harrison, Lola Forner                     | I/E     |
| 1987 | Django 2: il grande ritorno                    | Djangos Rückkehr                           | Nello Rossati                  | Franco Nero, Christopher Connelly                   | I       |
| 1987 | Renegade                                       | Renegade                                   | Enzo Barboni                   | Terence Hill, Robert Vaughn                         | I       |
| 1987 | Следопыт                                       | Der Pfadfinder                             | Pawel Ljubimow                 | Andrejs Žagars, Anastasia Nemoljajewa               | URS     |
| 1987 | Человек с бульвара Капуцинов                   | Der Mann vom Kapuziner-Boulevard           | Alla Surikowa                  | Andrei Alexandrowitsch Mironow, Alexandra Jakowlewa | URS     |
| 1988 | Thunder III                                    | Thunder 3                                  | Fabrizio De Angelis            | Mark Gregory, John Phillip Law                      | I       |
| 1989 | Cesta na jihozápad                             | Reise nach Südwest                         | Zdenek Sirový                  | Jiří Strach, Milan Strandhaus                       | CS      |
| 1991 | Buck – ai confini del cielo                    | Bucks größtes Abenteuer                    | Tonino Ricci                   | John Savage, David Hess                             | I       |
| 1991 | Jesuit Joe                                     |                                            | Olivier Austen                 | Peter Tarter, John Walsh                            | F/CDN   |
| 1991 | Lucky Luke                                     | Lucky Luke                                 | Terence Hill                   | Terence Hill, Nancy Morgan                          | I/US    |
| 1993 | Texas – Doc Snyder hält die Welt in Atem       | ~                                          | Helge Schneider                | Helge Schneider, Peter Thoms                        | D       |
| 1994 | Botte die Natale                               | Die Troublemaker                           | Terence Hill                   | Terence Hill, Bud Spencer                           | I/D     |
| 1995 | Jonathan degli orsi                            | Die Rache des weißen Indianers             | Enzo G. Castellari             | Franco Nero, Floyd Westerman                        | I       |
| 1995 | Trinità e Bambino… adesso tocca a noi!         | Trinity und Babyface                       | Enzo Barboni                   | Keith Neubert, Heath Kizzier                        | I/E/D   |
| 1996 | Aquí llega Condemor (el pecador de la pradera) |                                            | Álvaro Sáenz de Heredia        | Chiquito de la Calzada, Sol Abad                    | E       |
| 1997 | Buck e il braccialetto magico                  | Mein treuer Freund Buck                    | Tonino Ricci                   | Matt McCoy, Abby Dalton                             | I       |
| 1997 | La vuelta de El Coyote                         |                                            | Mario Camus                    | José Coronado, Nigel Davenport                      | E       |
| 1998 | Il mio West                                    | My West                                    | Giovanni Veronesi              | Harvey Keitel, Leonardo Pieraccioni                 | I       |
| 2001 | Der Schuh des Manitu                           | ~                                          | Michael Herbig                 | Michael Herbig, Christian Tramitz                   | D       |
| 2002 | Eukaliptus                                     |                                            | Marcin Krzyształowicz          | Leszek Zdybał, Dorota Stalińska                     | PL      |
| 2003 | Fremds Land                                    | ~                                          | Luke Gasser                    | Luke Gasser, Karisa Meyer                           | CH      |
| 2004 | Blueberry                                      | Blueberry und der Fluch der Dämonen        | Jan Kounen                     | Vincent Cassel, Michael Madsen                      | F       |
| 2004 | Les Dalton                                     | Die Daltons gegen Lucky Luke               | Philippe Haim                  | Eric Judor, Ramzy Bedia                             | F       |
| 2009 | Lucky Luke                                     | Lucky Luke                                 | James Huth                     | Jean Dujardin, Michaël Youn                         | F/ARG   |
| 2011 | Blackthorn                                     |                                            | Mateo Gil                      | Sam Shepard, Eduardo Noriega                        | E       |
| 2012 | Estrada de Palha                               |                                            | Rodrigo Areias                 | Vítor Correia, Ângelo Torres                        | P/FIN   |
| 2013 | In einem wilden Land                           | ~                                          | Rainer Matsutani               | Emilia Schüle, Benno Fürmann                        | D       |
| 2014 | Das finstere Tal                               | ~                                          | Andreas Prochaska              | Sam Riley, Paula Beer                               | A/D     |
| 2014 | The Salvation                                  | The Salvation – Spur der Vergeltung        | Kristian Levring               | Mads Mikkelsen, Eva Green                           | DK      |
| 2020 | Yakari, le film                                | Yakari – Der Kinofilm                      | Xavier Giacometti, Toby Genkel |                                                     | F/D     |
| 2022 | Der junge Häuptling Winnetou                   | ~                                          | Mike Marzuk                    | Mika Ullritz, Mehmet Kurtuluş                       | D       |

## Türkische Produktionen
| Jahr | Originaltitel                       | Deutscher Titel | Regisseur          | Hauptdarsteller                    | Land |
| ---- | ----------------------------------- | --------------- | ------------------ | ---------------------------------- | ---- |
| 1966 | Kovboy Ali                          |                 | Yilmaz Atadeniz    | Yilmaz Güney, Müjgan Agrali        | TR   |
| 1967 | Cango korkusuz adam – ölüm süvarisi |                 | Remzi Jontürk      | Tunc Oral, Yilmaz Köksal           | TR   |
| 1967 | Kader bagi                          |                 | Türker İnanoğlu    | Kartal Tibet, Semiramis Pekkan     | TR   |
| 1967 | Kanunsuz kahraman – Ringo Kid       |                 | Zafer Davutoğlu    | Cüneyt Arkin, Altan Günbay         | TR   |
| 1968 | Kara güneş                          |                 | Kemal Kan          | Tamer Yiğit, Seyyal Taner          | TR   |
| 1968 | Maskeli beşlerin dönüşü             |                 | Yilmaz Atadeniz    | Tamer Yiğit, Yilmaz Köksal         | TR   |
| 1969 | Cesur                               |                 | Yılmaz Güney       | Yılmaz Güney, Danyal Topatan       | TR   |
| 1969 | Maskeli süvari Tom Miks'e karşı     |                 | Kayahan Arıkan     | Altan Bozkurt, Lami Ateş           | TR   |
| 1969 | Maskeli süvari'nin Dönüşü           |                 | Kayahan Arıkan     | Altan Bozkurt, Sema Yaprak         | TR   |
| 1969 | Ölümsüzler                          |                 | Savaş Eşici        | Fikret Hakan, Salih Güney          | TR   |
| 1969 | Ringo vadiler aslani                |                 | Yilmaz Atadeniz    | Tamer Yiğit, Nebahat Çehre         | TR   |
| 1970 | Ceko                                |                 | Çetin İnanç        | Yılmaz Köksal, Erol Taş            | TR   |
| 1970 | Ölüm fermanı                        |                 | Kemal Kan          | İrfan Atasoy, Cihangir Gaffari     | TR   |
| 1970 | Red Kit                             |                 | Aram Gülyüz        | İzzet Günay, Gülgün Erdem          | TR   |
| 1970 | Üçünüze bir mezar                   |                 | Bilge Olgaç        | Erol Taş, Ahmet Mekin              | TR   |
| 1970 | Yedi belalılar                      |                 | Irfan Atasoy       | Yılmaz Güney, Katayun              | TR   |
| 1971 | Batıdan gelen adam                  |                 | Savaş Eşici        | Cihangir Gaffari, Erol Taş         | TR   |
| 1971 | Cilali ibo Teksas Fatihi            |                 | Mehmet Dinler      | Feridun Karakaya, Gabriella Merlin | TR   |
| 1971 | Çılgınlar ordusu                    |                 | Tevfik Fikret Uçak | Yılmaz Köksal, Yavuz Selekman      | TR   |
| 1971 | Her kurşuna bir ölü                 |                 | Mehmet Aslan       | Irfan Atasoy, Feri Cansel          | TR   |
| 1971 | Hey Amigo beş mezar                 |                 | Nuri Akıncı        | Bilal İnci, Melek Görgün           | TR   |
| 1971 | Hey amigo Sartana                   |                 | Nuri Akıncı        | Bilal İnci, Melek Görgün           | TR   |
| 1971 | Korkusuz Kaptan Sving               |                 | Tunç Başaran       | Salih Güney, Ali Şen               | TR   |
| 1971 | Vahşetin esirleri                   |                 | Tevfik Fikret Uçak | Yilmaz Köksal, Seyyal Taner        | TR   |
| 1971 | Zagor kara bela                     |                 | Nişan Hançer       | Levent Çakır, Yavuz Selekman       | TR   |
| 1972 | Azrailin beş atlısı                 |                 | Tevfik Fikret Uçak | Kadir İnanır, Aynur Aydan          | TR   |
| 1972 | Kanun Adamı                         |                 | Nazmi Özer         | Ayhan Işık, Salih Güney            | TR   |
| 1972 | Kan ve kin                          |                 | Natuk Baytan       | Yilmaz Köksal, Aynur Aydan         | TR   |
| 1972 | Kotek                               |                 | Kadir İnanır       | Tunç Oral, Seyyal Taner            | TR   |
| 1972 | Ölmek var dönmek yok                |                 | Yilmaz Atadeniz    | Irfan Atasoy, Feri Cansel          | TR   |
| 1972 | Şehvet                              |                 | Tunç Başaran       | Tamer Yiğit, Figen Han             | TR   |
| 1972 | Şeytan kan kusturacak               |                 | Tevfik Fikret Uçak | Cihangir Gaffari, Tijen Doray      | TR   |
| 1972 | Son düello                          |                 | Nuri Akıncı        | Bilal İnci, Perihan Dogal          | TR   |
| 1972 | Ve günese kan siçradi               |                 | Ahmet Ündağ        | Melek Görgün, Samim Meriç          | TR   |
| 1973 | Atını seven kovboy                  |                 | Aram Gülyüz        | Sadri Alışık, Figen Han            | TR   |
| 1973 | Cehennem elçileri                   |                 | Tevfik Fikret Uçak | Aytekin Akkaya, Berhan Şimşek      | TR   |
| 1973 | Dağ kurdu                           |                 | Çetin İnanç        | Yilmaz Köksal, Kazım Kartal        | TR   |